# 品川站
品川站（日语：〔〕／〔〕 Shinagawa eki */?）是位於日本東京都港區高輪三丁目及港南二丁目，屬於東日本旅客鐵道（JR東日本）、東海旅客鐵道（JR東海）、日本貨物鐵道（JR貨物）及京濱急行電鐵（京急）共站的鐵路車站。本站為東京都心南向的公共交通樞紐。

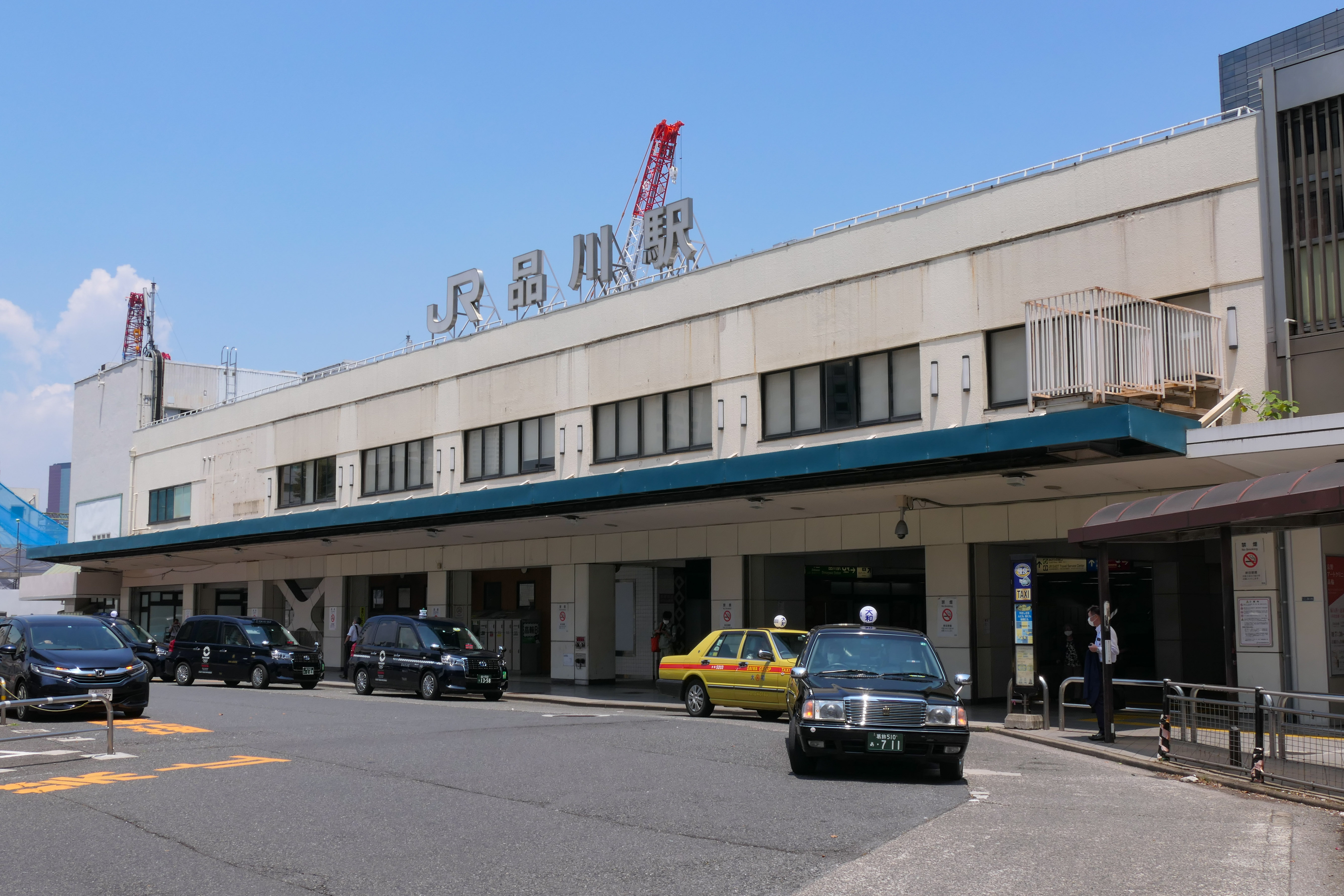
高輪出入口（2021年6月）

## 停靠路線
此站是JR東日本在來線各線（後述）、JR東海的東海道新幹線、京濱急行電鐵本線的鐵路總站。其中JR東日本3字母簡寫是「SGW」，京急車站編號是「KK01」。
JR東日本在軌道名稱上分為東海道本線與山手線2條路線，其中東海道本線是本站的所屬線，山手線以本站為起點。東海道本線經川崎站的本線與經武藏小杉站的支線（通稱：品鶴線）從本站分岐。除東海道本線東京站方向的3方向，JR貨物以第二種鐵道事業者進行貨運業務。旅客列車運轉系統可分為下方的四系統，各自有專用的線路。旅客導覽上也使用以下的系統名稱。
- 東海道線 ： 行駛東海道本線東京站方向 - 本站 - 川崎站方向列車線的中距離電車與特急列車。同時也行駛經東京站直通東北本線（宇都宮線）、高崎線、常磐線的上野東京線系統列車。常磐線方向除部分臨時特急、急行列車以外從本站發車。 車站編號「JT03」
- 京濱東北線：行駛東海道本線東京站方向 - 此站 - 川崎站方向電車線的近距離電車。車站編號「JK20」
- 山手線：東海道本線東京站方向電車線與軌道名稱上的山手線澀谷站方向電車線直通運轉的環狀路線 。車站編號「JY25」
- 橫須賀線：東海道本線東京站方向地下線與品鶴線武藏小杉站方向直通運行。大船站起駛入橫須賀線。大船站發車的特急「成田特快」也行駛此路線。車站編號「JO17」

JR品川站的事務管碼為▲460106。
JR東日本、JR東海車站在特定都區市內制度中屬於「東京都區內」與「東京山手線內」。預定在2027年開業的JR東海中央新幹線，已選定本站做為首都圈的代表站，同時是中央新幹線的東端起訖站。

## 歷史
本站西口側位在三田 - 高輪台台地下的原野。開業當時的線路沿海岸線建設，其東側即為海岸。港南側大部分地區是明治時代以後填海所形成的新生地。

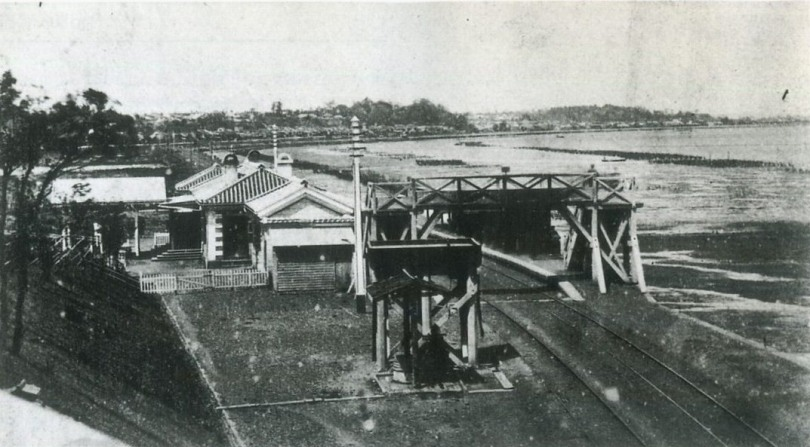
開業初期的品川站。天橋為木製，無屋頂。
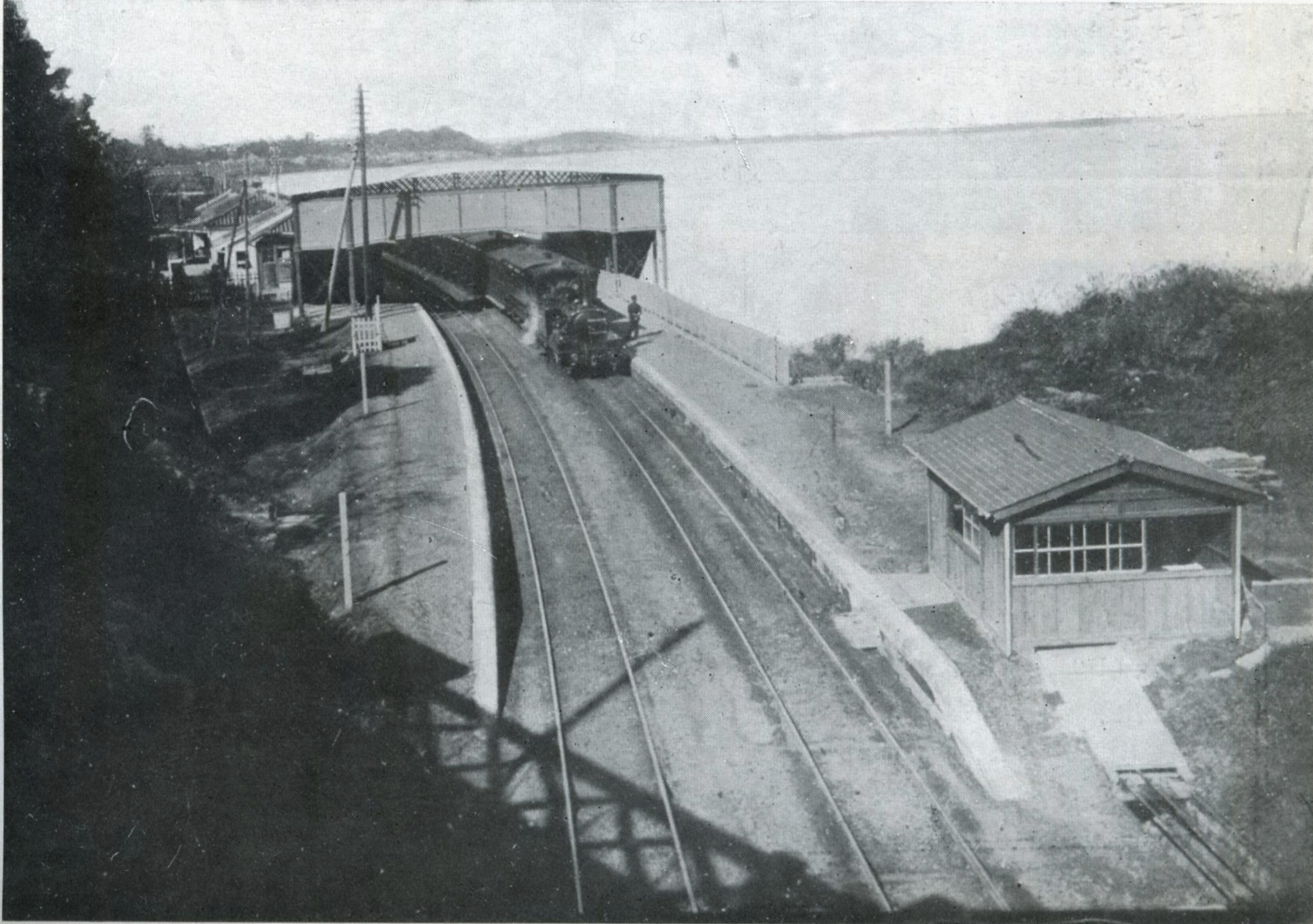
1889年（明治22年）左右，八山橋所見的品川站與海。天橋建於1882年（明治15年）[1]。
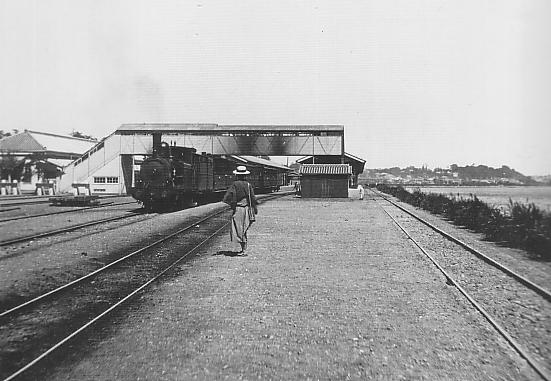
1897年（明治30年）左右的品川站。

### 日本國鐵・JR
- 1871年（明治4年）9月10日 - 品川站房工程開工[2]。
- 1872年1月20日，西洋式的工部省鐵道寮品川站（當時稱為品川Station，此時日語中還未採納「驛（駅）」爲Station的翻譯）站房落成。總工費約5,427兩[2]。
- 1872年6月12日，品川站至橫濱站（第一代，今櫻木町站）之間的鐵路開始試業，與櫻木町站並列為日本首兩個鐵路站。
- 1872年10月15日，新橋站（第一代）至橫濱站（第一代）間正式通車。
- 1885年（明治18年）3月1日 - 日本鐵道品川線（現在的山手線）駛入本站。
- 1898年（明治31年）4月1日 - 開始貨運業務。
- 1906年（明治39年）11月1日 - 日本鐵道依鐵道國有法（日语：鉄道国有法）國有化。
- 1909年（明治42年）10月12日 - 制定線路名稱，屬東海道本線。
- 1914年（大正3年）12月20日 - 京濱線（現在的京濱東北線）開始營運。
- 1945年5月24日，運輸省品川站在太平洋戰爭中遭到空襲。
- 1949年（昭和24年）6月1日 - 日本國有鐵道（國鐵）成立。
- 1964年（昭和39年）10月1日 - 開始貨櫃業務。
- 1976年（昭和51年）10月1日 - 總武快速線駛入本站。
- 1980年（昭和55年）10月1日 - 總武快速線與橫須賀線統一運轉系統，開始直通運轉（SM分離）。廢除一般貨櫃、車運貨物。拆除車站東南的貨物月台。橫須賀線不再停靠東海道線月台。
- 1986年（昭和61年）11月1日 - 廢止行李業務。
- 1987年4月1日，日本国有鐵道分割民營化，原東海道本線、橫須賀線、京濱東北線及山手線由JR東日本繼承。
- 1994年（平成6年）12月3日 - 廢除貨物列車。
- 1995年（平成7年）3月28日：東西連絡通道動工式[3]
- 1997年（平成9年）5月26日 - 東海道新幹線品川新站動工式[4]。
- 1998年（平成10年）
  - 3月26日 - 站內的JR貨物品川機關區（日语：品川機関区）移至川崎貨物站，改稱川崎機關區（現新鶴見機關區（日语：新鶴見機関区）川崎派出）[5]。
  - 11月1日 - JR東日本品川站東西連結通道完工，跨站式站房啟用[6]。
- 2001年（平成13年）11月18日 - IC卡Suica啟用[報道 1]。
- 2003年（平成15年）10月1日 - JR東海東海道新幹線品川站啟用。在開業記念儀式中，索尼的QRIO成為第一位乘坐新幹線的機械人乘客[7]。
- 2004年（平成16年）3月3日 - 港南口車站大樓（JR品川東大廈，atre品川）開業[報道 2]。
- 2005年（平成17年）10月1日 - ecute開業，是次於大宮站的第二例[報道 3]。
- 2008年（平成20年）3月15日 - JR集團改點。東海道新幹線全列車停車[8]。橫須賀線新月台啟用，新設本站起訖的班次。
- 2013年（平成25年）10月16日、11月：商業設施「atre品川」二樓（北區）重新開幕[報道 4]。
- 2014年（平成26年）7月11日：商業設施「atre品川」四樓（美食區）重新開幕[報道 5]。
- 2015年（平成27年）3月14日 - 上野東京線（東北縱貫線）完成，上野站終停的宇都宮線、高崎線、常磐線列車與東海道本線列車相互直通。常磐線也以本站作為新的終點站[報道 6]。
- 2016年（平成28年）8月11日：山手線1、2號線月台啟用月台門。
- 2018年（平成30年）12月15日：京濱東北線5號線月台（大船方向）啟用月台門[報道 7]。
- 2019年（平成31年・令和元年）
  - 3月16日：改點，山手線內回末班車到站時間從凌晨1時19分提前至0時52分（配合品川站改良工程將廢除留置線）[新聞 1]。
  - 11月16日：配合品川站改良工程與高輪Gateway站開業實施線路切換工程，京濱東北線與山手線部份區間停駛[報道 8]。
  - 11月17日：商業設施「LUMINE THE KITCHEN品川」閉店[報道 9]。
- 2020年（令和2年）
  - 3月19日：JR品川2東大樓內的站內辦公室「STATION WORK」電話亭型「STATION BOOTH」開業[報道 10]。
  - 4月28日：京濱東北線4號線月台（大宮方向）啟用月台門[報道 11]。

### 京急
- 1904年（明治37年）5月8日 - 品川站（現：北品川站） - 八幡站（現：大森海岸站）開業。
- 1905年（明治38年）12月24日 - 品川（現北品川） - 神奈川站間開通。
- 1925年（大正14年）3月11日 - 京濱電氣鐵道高輪站（日语：高輪駅）開業[9]。原來的品川站移轉，改名為北品川站[10]。高輪 - 北品川間部分區段與東京市電共用。
- 1933年（昭和8年）4月1日 - 高輪 - 北品川間廢止市電共用，品川 - 北品川間新鋪線路、同時開設品川站。橫濱站以北改軌距（1372 mm → 1435 mm），本站 - 浦賀站間開始直通運轉。廢止高輪站，直通湘南電車品川站。
- 1942年（昭和17年）5月1日 - 成為東京急行電鐵車站。
- 1944年（昭和19年）5月1日 - 本站 - 黃金町站間與橫濱站 - 浦賀站間的運轉系統分離。
- 1948年（昭和23年）
  - 6月1日 - 成為京濱急行電鐵車站。
  - 7月15日 - 本站 - 浦賀站間重新直通運轉。
- 1952年（昭和27年）7月6日 - 本站 - 逗子線逗子海岸站（現逗子·葉山站）間的「海水浴特急」開始運行。
- 1968年（昭和43年）6月21日 - 本站至泉岳寺站通車。都營地下鐵1號線（現：淺草線）開始相互直通。
- 1992年（平成4年）4月16日 - 「京急Wing號」開始運行。
- 1993年（平成5年）4月1日 - 機場線的羽田站（現・天空橋站）開業，同線直通列車開始運行。
- 1995年（平成7年）4月1日 - 快速特急的最高速度在本站 - 橫濱站間為120km/h，橫濱站以南為110km/h。特急全線110km/h。
- 1997年（平成9年）10月4日 - 都營淺草線直通特急12輛運轉區間延伸至本站。新增直通機場線的特急，都營淺草線直通列車大幅增加。
- 1998年（平成10年）11月18日 機場線羽田機場站（現・羽田機場國內線航廈車站）開業，「機場快特」、「機場特急」開始運行。
- 1999年（平成11年）7月31日 - 京急線改點。

- 快速特急定名為「快特」。
- 京成線與都營淺草線的直通急行全部停靠羽田機場站。
- 平日早晨運行的通勤快特廢止，快特在金澤文庫站變更種別為特急。
- 「機場特急」與「機場快特」整合。
- 都營淺草線直通的橫濱方向特急在白天全列車、尖峰時刻部分列車改為快特。
- 金澤文庫站進行快特的增解聯，增加本站 - 新逗子站、浦賀站的列車。最初僅有假日運行，之後增加到平日。

- 2002年（平成14年）10月12日 - 白天本站停靠的快特延至泉岳寺站，與淺草線連絡。
- 2007年（平成19年）3月18日 - IC卡PASMO導入，與Suica開始相互利用。同時首都圈私鐵首次嘗試全站內（商店、餐飲店、自動販賣機）導入PASMO[報道 12]。
- 2009年（平成21年）2月25日：導入進站音樂[報道 13]。
- 2010年（平成22年）5月16日 - 改點。成為「機場急行」停靠站。同時「機場快特」本站 - 羽田空港站間不停站（同年10月21日羽田機場國際線航站樓站開業，成為停車站）[報道 14]。
- 2020年（令和2年）4月1日：交通立體化工程動工[報道 15]。
- 2027年（令和9年）度：預定地平化[11]。

## 車站構造
本站大致上可從西起分為京急、JR東日本、JR東海三部分。

### JR東日本
本的站月台由島式月台7面14線與側式月台1面1線構成，西起為1號至15號月台。東海道線以5號及12號月台為本線。京濱急行電鐵與1號和2號月台之間有數條山手線的留置線。而東海道下行本線的電留線（札之辻群線3 - 22號）與洗淨線（白金群線）等都在本站內。
付費區分別在車站北側與南側往東西延伸，但不連通，僅能透過月台來往。南側付費區西側有京急售票處與京急連絡剪票口，並直通京急下行月台。站內有站內商業設施「ecute 品川」與「ecute 品川South」。
1號線東京方向有山手線的0公里里程牌。9、10號線在過去是臨時月台，由當時東海道線早晨、深夜的本站發車班次，以及本站終停的「湘南Liner」使用。除了Joyful Train等鐵道車輛展示活動外，誤點的東海道線與橫須賀線，以及湘南新宿線也會使用該月台。另外，團體列車等臨時列車也曾利用臨時月台。2015年3月14日上野東京線通車之後，此月台主要由常磐線使用。
上野東京線通車後，本站為常磐線始發站，乘客眾多，因此候車室內設置大型螢幕與多條長椅。2015年3月14日，上野東京線開通紀念典禮於9、10號線月台舉行，JR東日本清野會長及東京都港區武井區長等人皆出席典禮。
上野東京線通車前的臨時月台，站名標的上下站川崎站、新橋站是以東海道線為準。下行方向除東海道線以外，橫須賀線（西大井方向）、山手貨物線（澀谷、新宿方向）都可在各月台停靠。
戰前國鐵在品川站至東京站間增設複線，並規劃行走於京濱東北線部分區間與橫須賀線的「京濱急行線計畫」。該計畫安排1號線是山手線內回、2號線是山手線外回、3號線是京濱東北線北行、4號線是「京濱急行線」北行、5號線是京濱東北線南行、6號線是「京濱急行線」南行、7與8號線是東海道線上行、9號線是橫須賀線上行、10號線是橫須賀線下行、11與12號線是東海道線下行。臨時月台也是基於該計畫所建。本計畫後因戰爭未能實現，部分內容之後活用在京濱東北線與山手線的分離運轉（「東京縱貫複複線工程」）。順便一提，田町側可見本來橫須賀線使用的高架橋遺跡。
1960年代，新幹線只有東海道新幹線，高速道路網也尚未整備，鐵道運輸扮演非常重要的角色。年底與盂蘭盆節期間，東北本線、奥羽本線與磐越西線方向的下行臨時列車會從本站臨時月台發車，利用山手貨物線行駛（部分行經東京站、上野站，但兩站不載客）。該列車始於1960（昭和35）年12月28日至31日的4日間15班列車，之後持續至1975（昭和50）年。當時是為了緩解東北方向總站上野站的人潮所增設的班次。乘客在多個白色帳篷中候車，被稱作帳篷村。1965年5月，可容納3000人的團體候車室完成。
本站東海道線上行月台的看板是顯示直通的「上野東京線（宇都宮、高崎線）」、「上野東京線（常磐線）」，橫須賀線上行月台看板上顯示直通的「總武線（快速）」。
全月台皆導入東京圈輸送管理系統（ATOS），基本上使用自動廣播的奇數月台與4號線為女聲（配音：向山佳比子），偶數月台與3號線為男聲（配音：田中一永）。ATOS導入時男聲由津田英治配音，京濱東北線月台3號線為向山，4號線為津田，之後3號線與4號線交換。男聲廣播在上野東京線通車時，除2、3號線以外皆改為田中，之後2016年2月全部改為田中。京濱東北線月台在ATOS導入前就採用ATOS式的車站自動廣播，3、4號線曾經都由向山配音。
行駛橫須賀線、總武快速線的特急「成田特快」，除橫濱站、大船站的臨時列車以外，全列車與池袋發3號、新宿發13號、19號、47號、往新宿4號、往池袋20號、28號與往高尾50號都停靠本站。
2014年6月3日，JR東日本公布本站與田町站之間建設高輪Gateway站（泉岳寺站附近，原東京綜合車輛中心田町中心周邊），於2020年3月14日開業。。
山手線深夜有終停本站的班次。東海道線除了本站起訖直通常磐線的列車以外，還有早晨本站始發往橫濱方向列車、早晨宇都宮線與高崎線終停本站的列車、深夜東海道線橫濱方向終停本站的列車。橫須賀線下行始發列車在本站發車，上行末班車終停本站。總武快速線直通班次在平日早晨有2班，傍晚1班。

#### 月台配置
| 月台   | 路線                          | 方向 | 目的地                                                                | 備註                                                                   |
| ------ | ----------------------------- | ---- | --------------------------------------------------------------------- | ---------------------------------------------------------------------- |
| 1      | 山手線                        | 內環 | 東京、上野、駒込方向                                                  |                                                                        |
| 3      | 山手線                        | 外環 | 澀谷、新宿、池袋方向                                                  |                                                                        |
| 4      | 京濱東北線                    | 北行 | 東京、上野、大宮方向                                                  |                                                                        |
| 5      | 京濱東北線                    | 南行 | 蒲田、橫濱、櫻木町、大船方向                                          | 橫濱站直通 根岸線                                                      |
| 6、7   | 上野東京線 （宇都宮、高崎線） | 上行 | 東京、上野、大宮、宇都宮、高崎方向                                    | 主要在6號線發車 上野站直通 宇都宮線、高崎線 部分只到東京               |
| 8      | ■（臨時月台）                 | -    |                                                                       | 突發事件或班表大亂 寢台特急「Sunrise瀨戶・出雲」在該站中止發車時使用。 |
| 9      | 上野東京線 （常磐線）         | -    | 東京、上野、柏、土浦、水戶、磐城方向 〈常磐線特急〉「常陸」、「常磐」 | 上野站直通 常磐線 常磐線（各站停車）在北千住站轉乘                     |
| 10、11 | 上野東京線 （常磐線）         | -    | 東京、上野、松戶、柏、成田、取手、土浦、水戶、高萩方向                | 上野站直通 常磐線 常磐線（各站停車）在北千住站轉乘                     |
| 11、12 | 東海道線                      | 下行 | 川崎、橫濱、小田原、熱海、伊東方向 □特急「踊子」、「Saphir踊子」      | 部分列車於10號線 主要在12號線發車。                                    |
| 13、14 | 總武線（快速）                | 上行 | 錦糸町、船橋、千葉、 成田機場方向 特急 「成田特快」                   | 主要在13號線發車。 始發列車於14號線發車。 東京站直通 總武線（快速）    |
| 14、15 | 橫須賀線                      | 下行 | 鎌倉、逗子、久里濱方向                                                | 部分列車於9號線 主要在15號線發車。                                     |

（來源：JR東日本:車站構內圖（页面存档备份，存于））
- 東海道線上行月台的看板是顯示直通的「上野東京線（宇都宮、高崎線）」與「上野東京線（常磐線）」[注釋 1]（但是所有月台站名標等看板的車站編號仍使用東海道線「JT 03」），橫須賀線上行月台看板顯示直通的「總武線（快速）」。
- 東海道線早晨4時35分、5時10分發往橫濱、小田原、熱海方向列車在11號線發車，横須賀線早晨4時時段往逗子、久里濱方向列車在10號線發車。
- 橫須賀線、總武快速線在平日有兩班從本站始發。

今後預定
2022年（令和4年）左右完成的月台改良計畫將把3、4號線月台寬度從9公尺拓寬至13公尺。
Step1.　2018年（平成30年）6月 - 京濱東北線（南行）從4號線改至5號線（4號線停止使用）
Step2.　2019年（令和元年）11月16日 - 京濱東北線（北行）從3號線改至4號線（3號線停止使用）
Step3.　2021年（令和4年）12月5日 - 3號線線路撤除，該空間將用於月台拓寬。原2號線重編為新3號線（山手線（外回））。
完工後，新3號線（山手線（外回））與新4號線（京濱東北線（北行））可在同月台轉乘。1號線月台將為山手線（內回）專用，2號線缺號。同時，北側大廳將進行拓寬，並在品川站北口、港南口附近新增兩處檢票口，各月台也將設置電梯。

#### 發車音樂
| 1  | ■ | せせらぎ                    |              |              |
| 2  |   | （使用停止）                | （使用停止） | （使用停止） |
| 3  | ■ | トレイントレイン            |              |              |
| 4  | ■ | チャイム                    |              |              |
| 5  | ■ | おはよう                    |              |              |
| 6  | ■ | 鉄道唱歌                    |              |              |
| 7  | ■ | 鉄道唱歌                    |              |              |
| 8  | ■ | 遊園地のある駅              |              |              |
| 9  | ■ | SF10-68                     |              |              |
| 10 | ■ | ナイスガイ！                |              |              |
| 11 | ■ | 蝶（上行） 鉄道唱歌（下行） |              |              |
| 12 | ■ | 鉄道唱歌                    |              |              |
| 13 | ■ | せせらぎ                    |              |              |
| 14 | ■ | 春                          |              |              |
| 15 | ■ | ML-24                       |              |              |

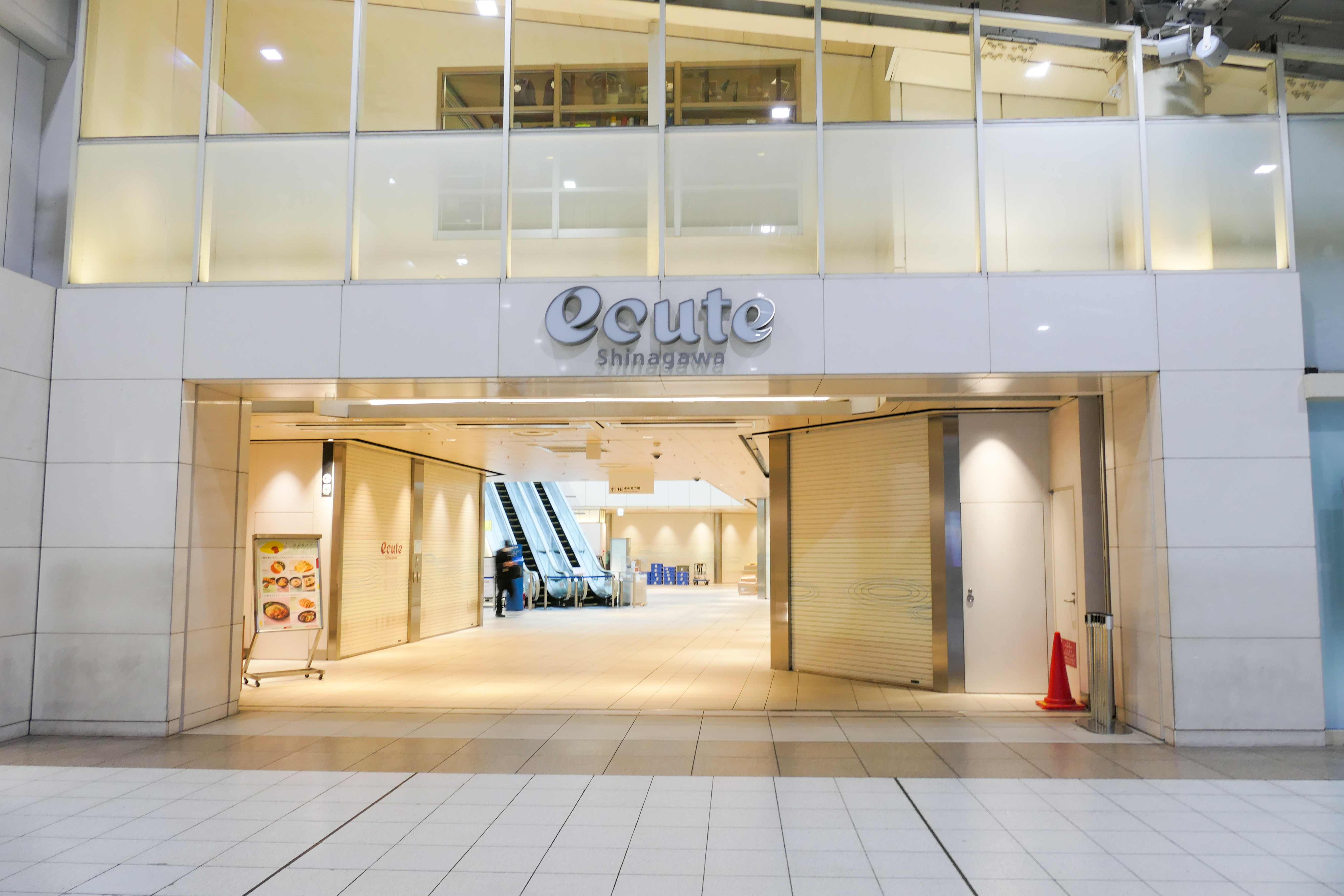
ecute 入口（2022年4月）
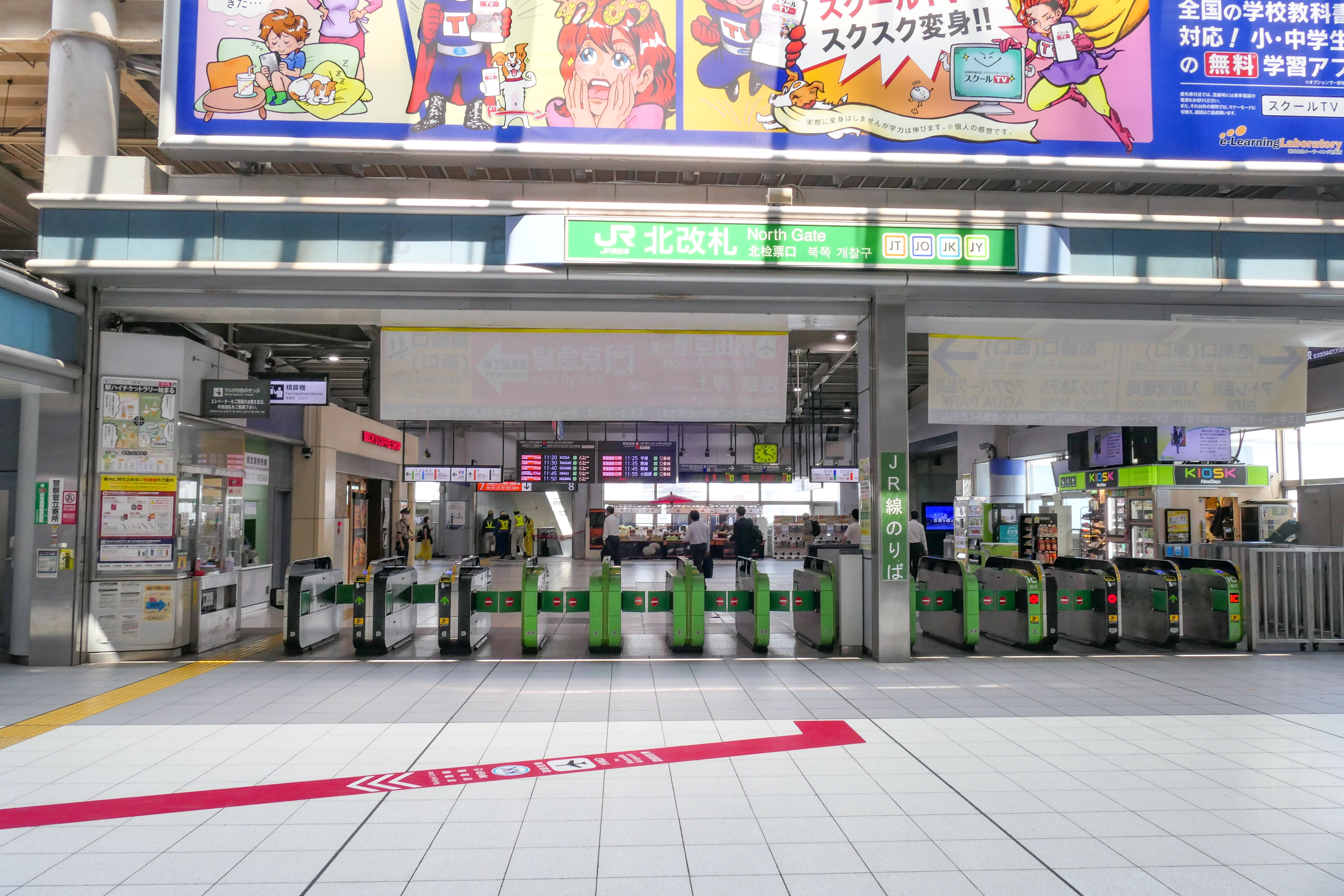
北驗票閘口（2021年6月）
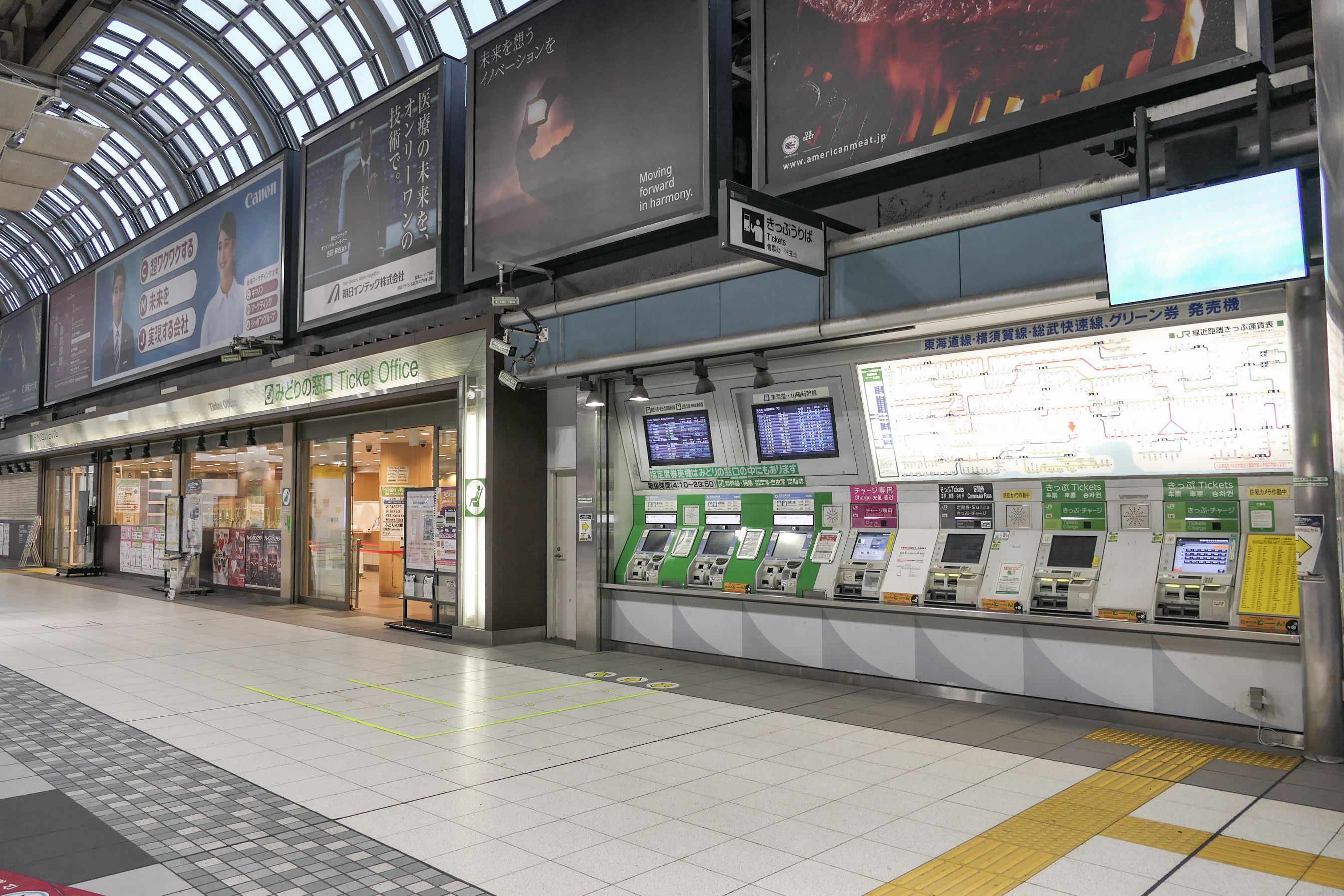
綠窗口與自動售票機（2025年2月）
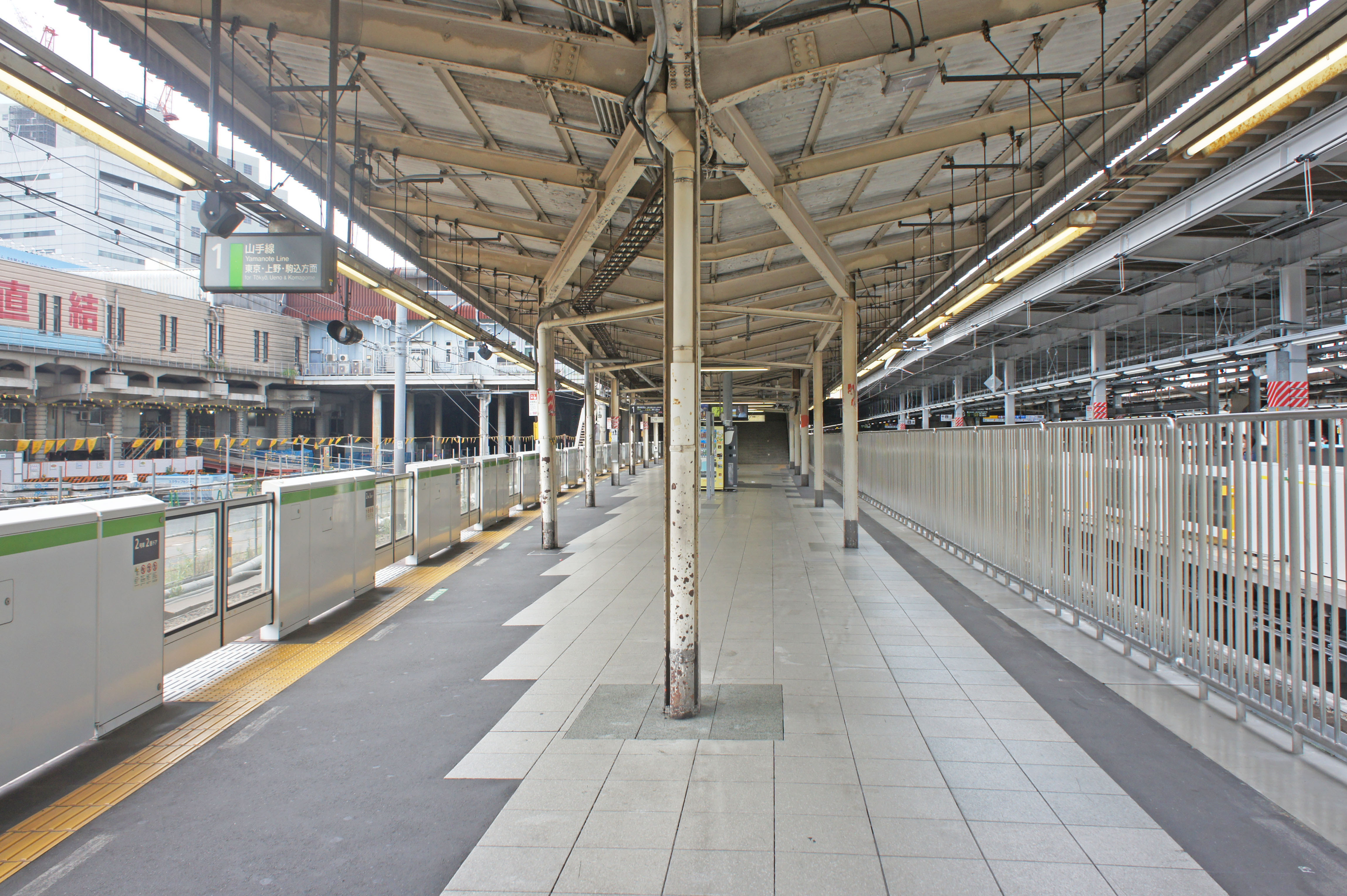
山手線1號月台（山手線）（2022年8月）
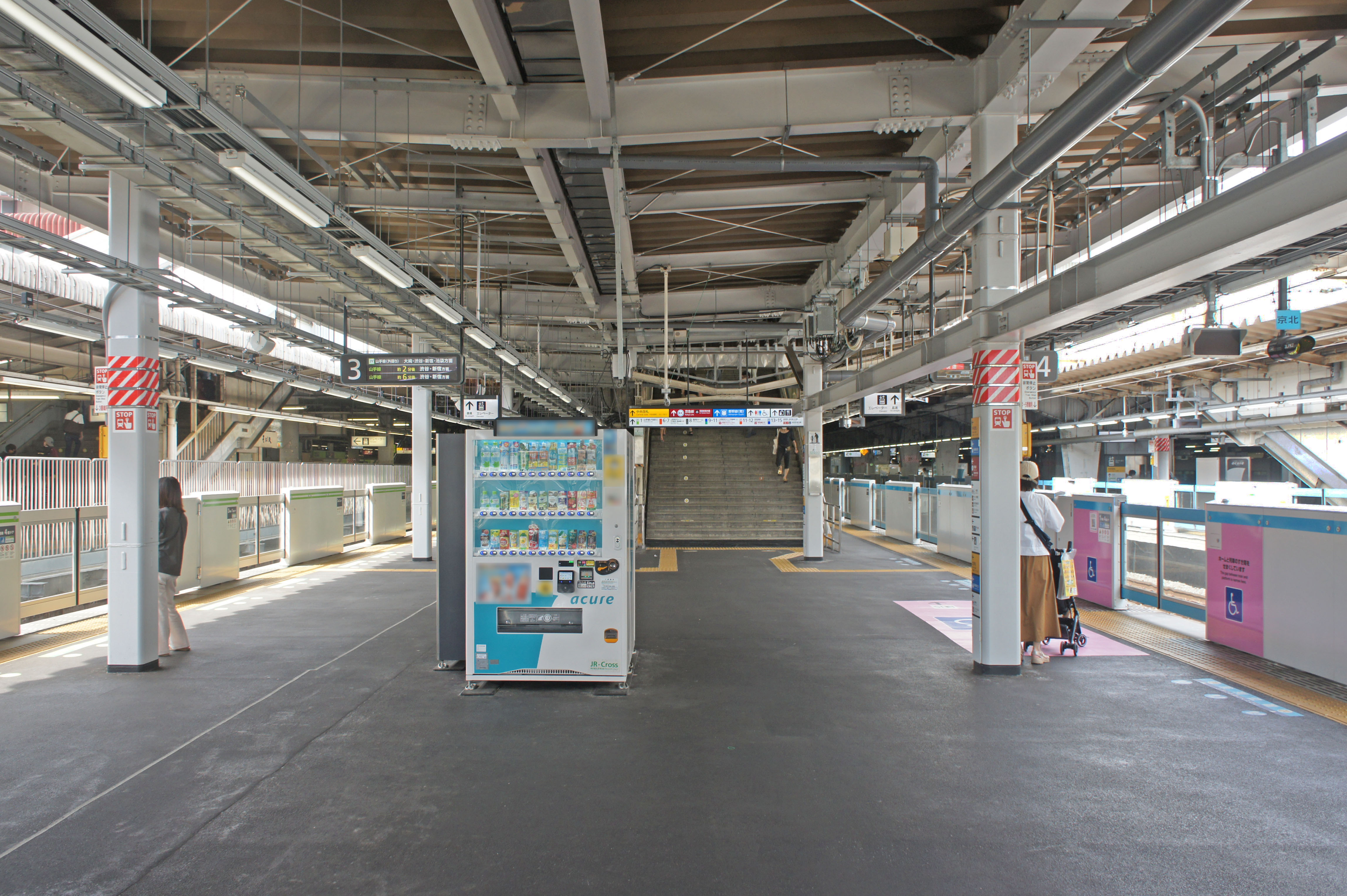
山手線・京濱東北線的3・4號月台（2022年8月）
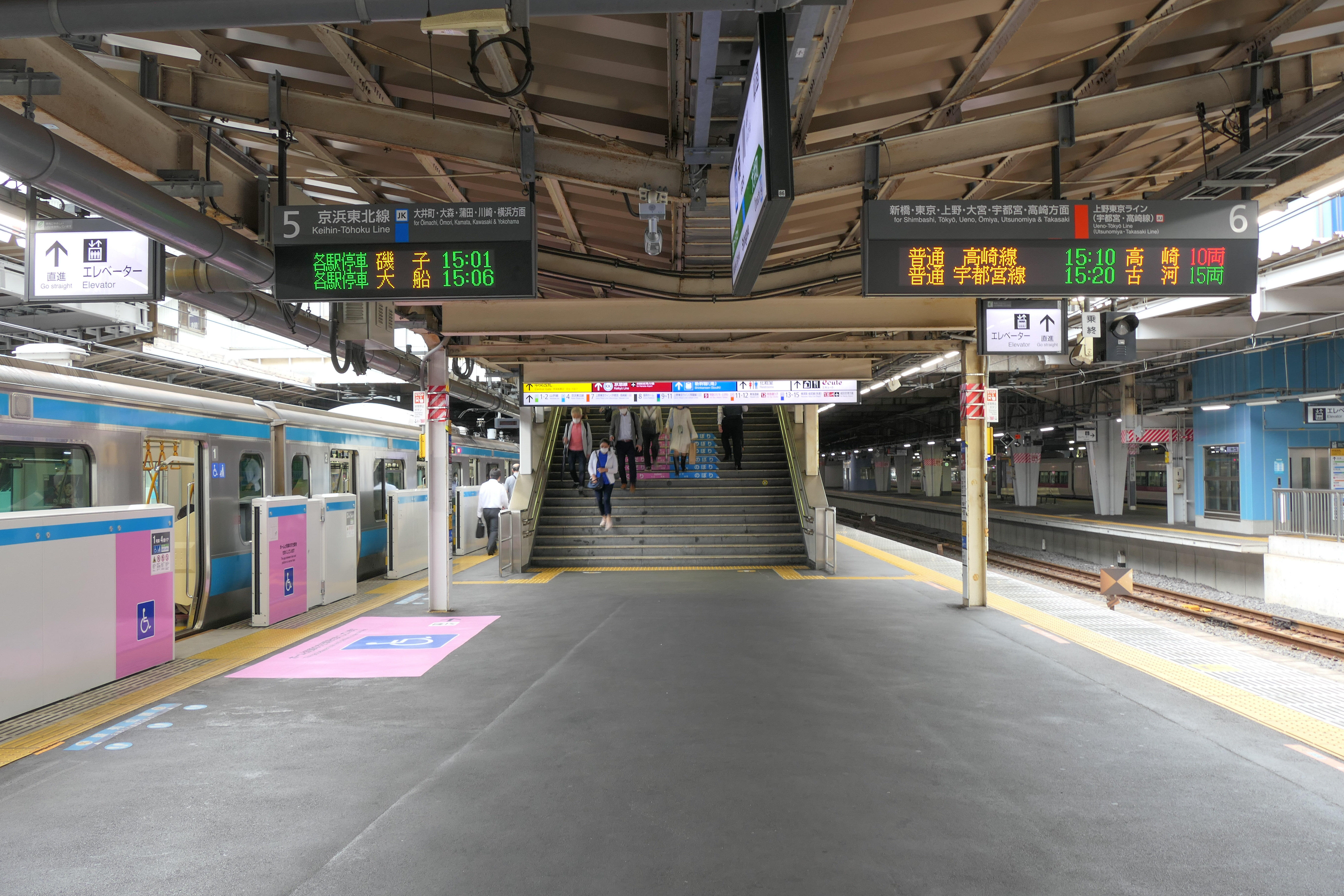
京濱東北線・上野東京線的5・6號月台（2021年7月）
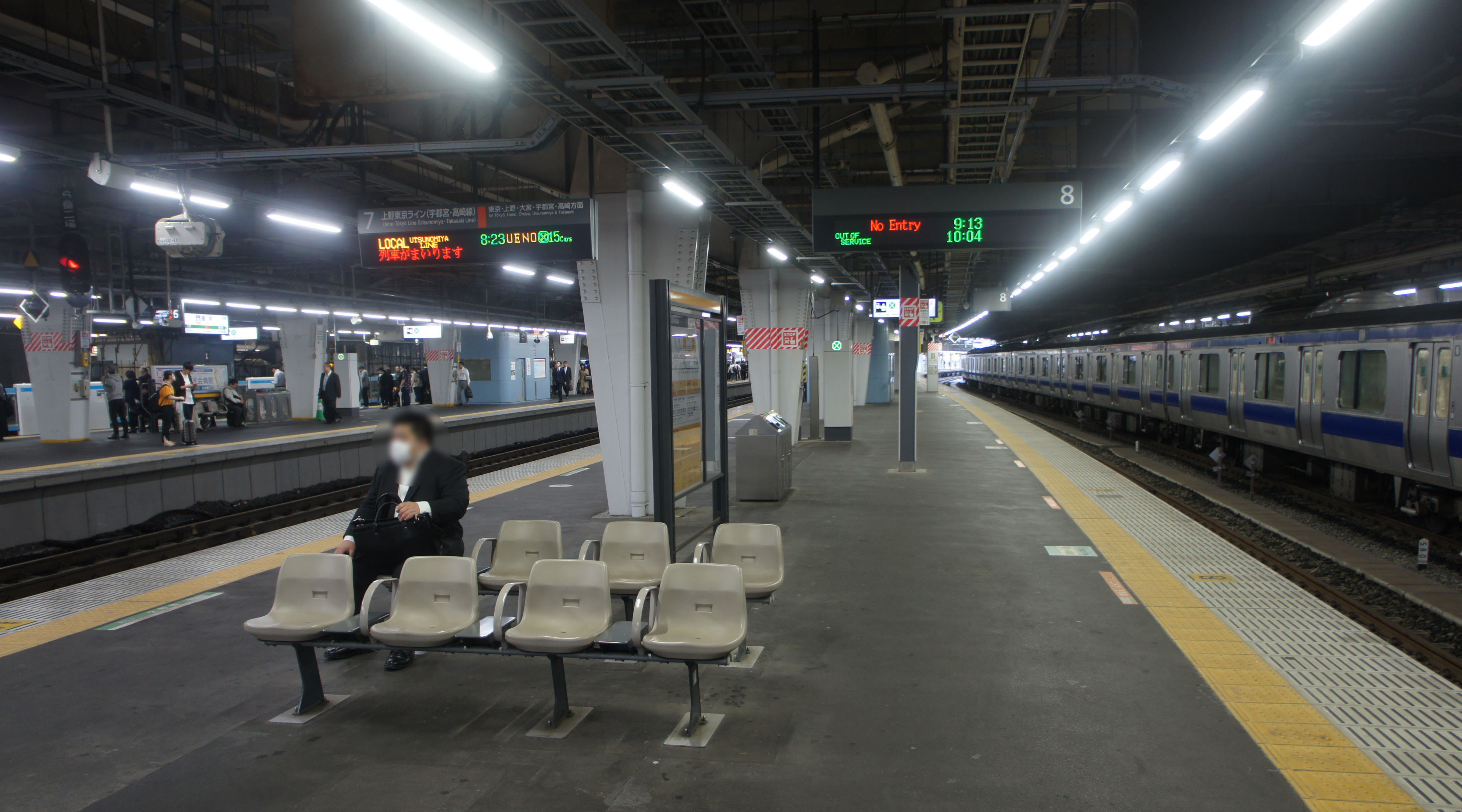
上野東京線7・8號月台（2019年6月）
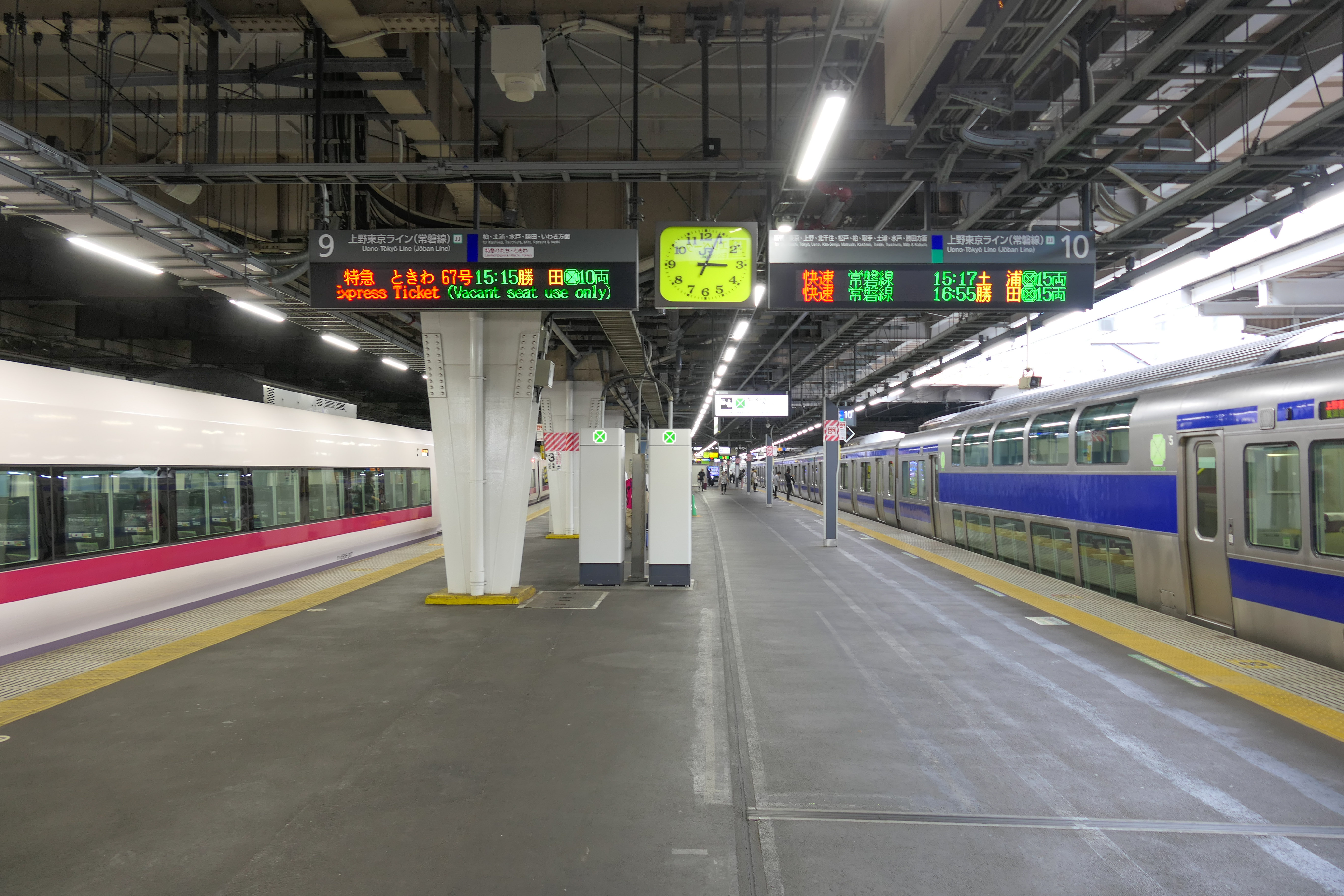
上野東京線9・10號月台（2021年7月）
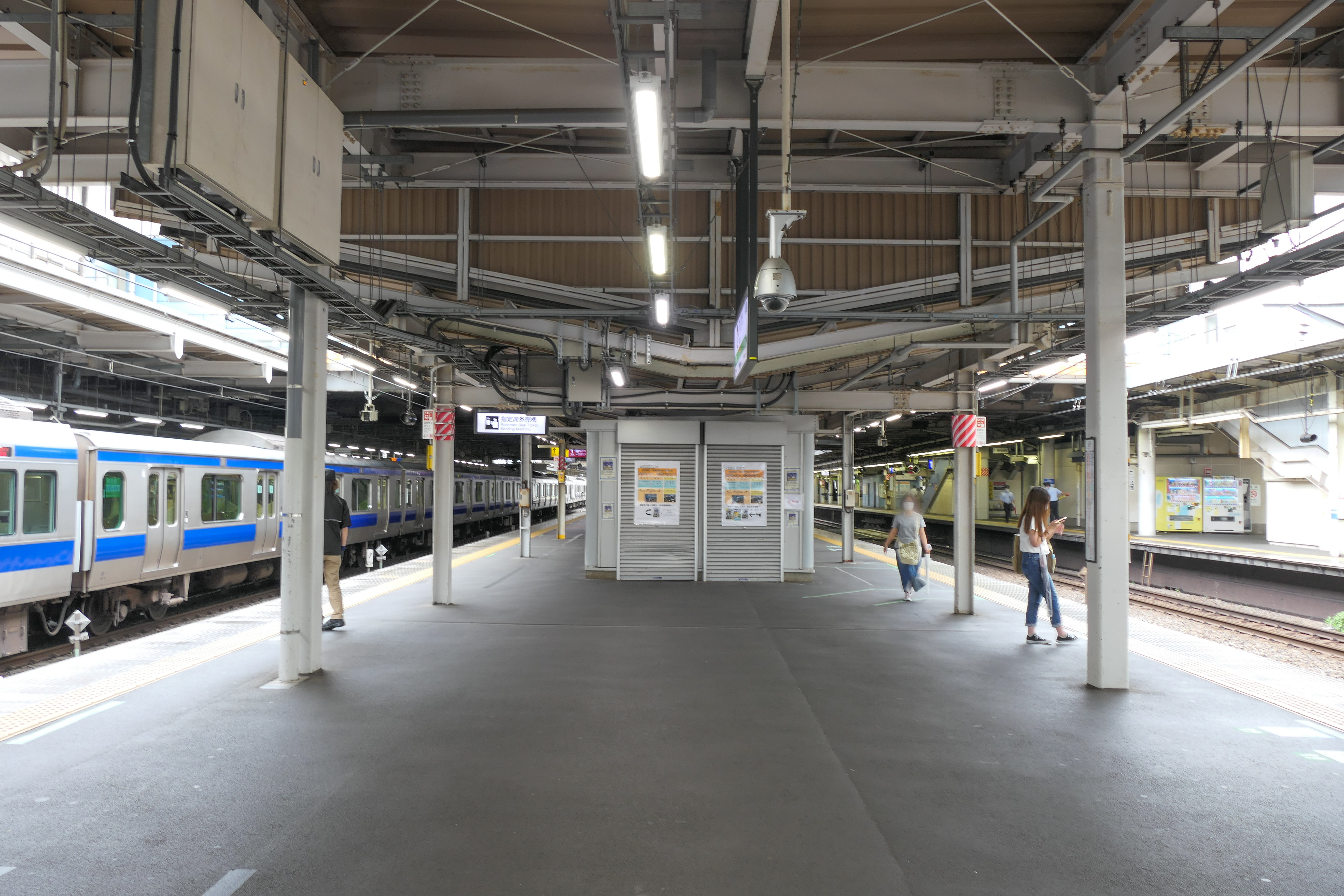
東海道線11・12號月台（2021年7月）
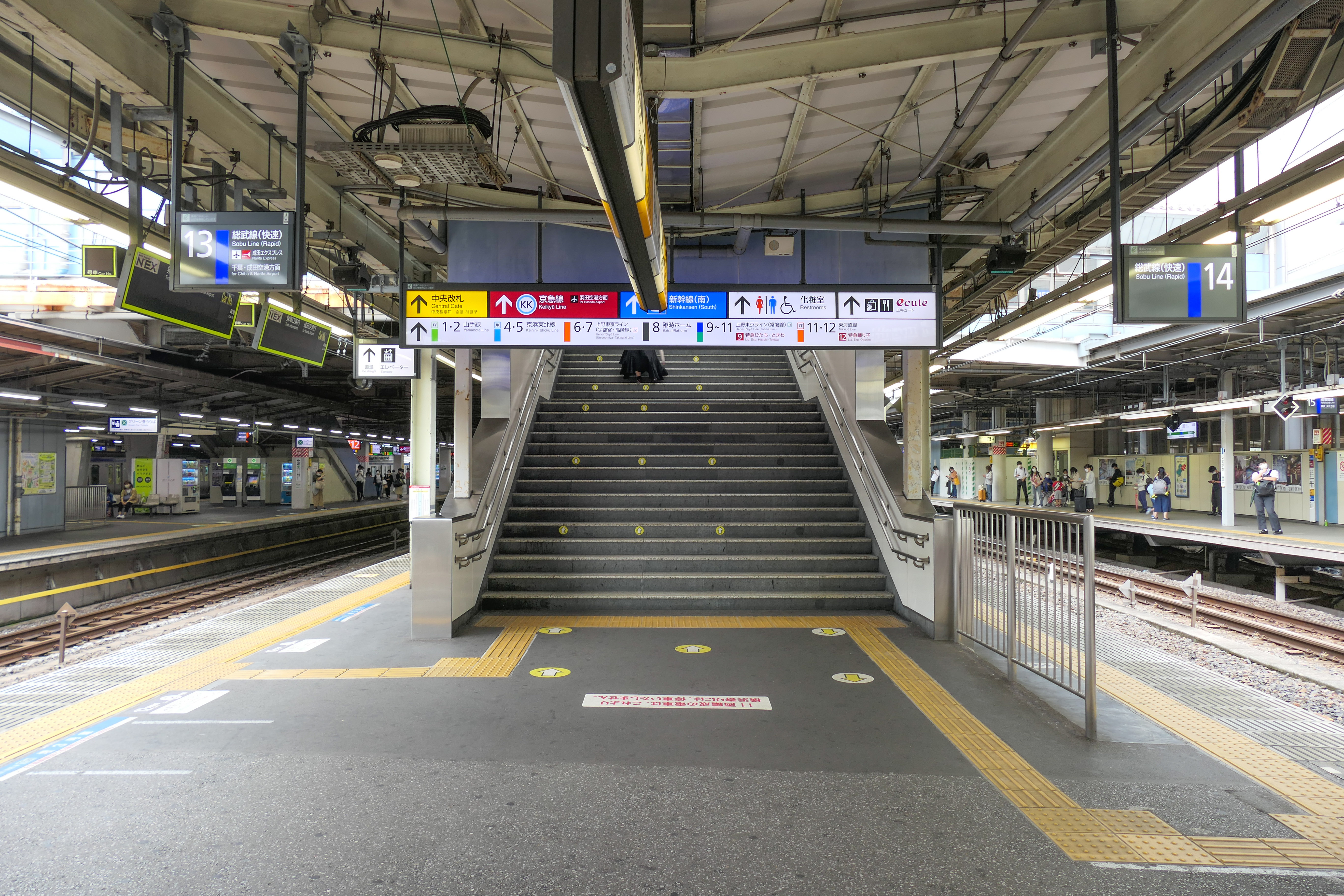
橫須賀總武線13・14號月台（2021年7月）
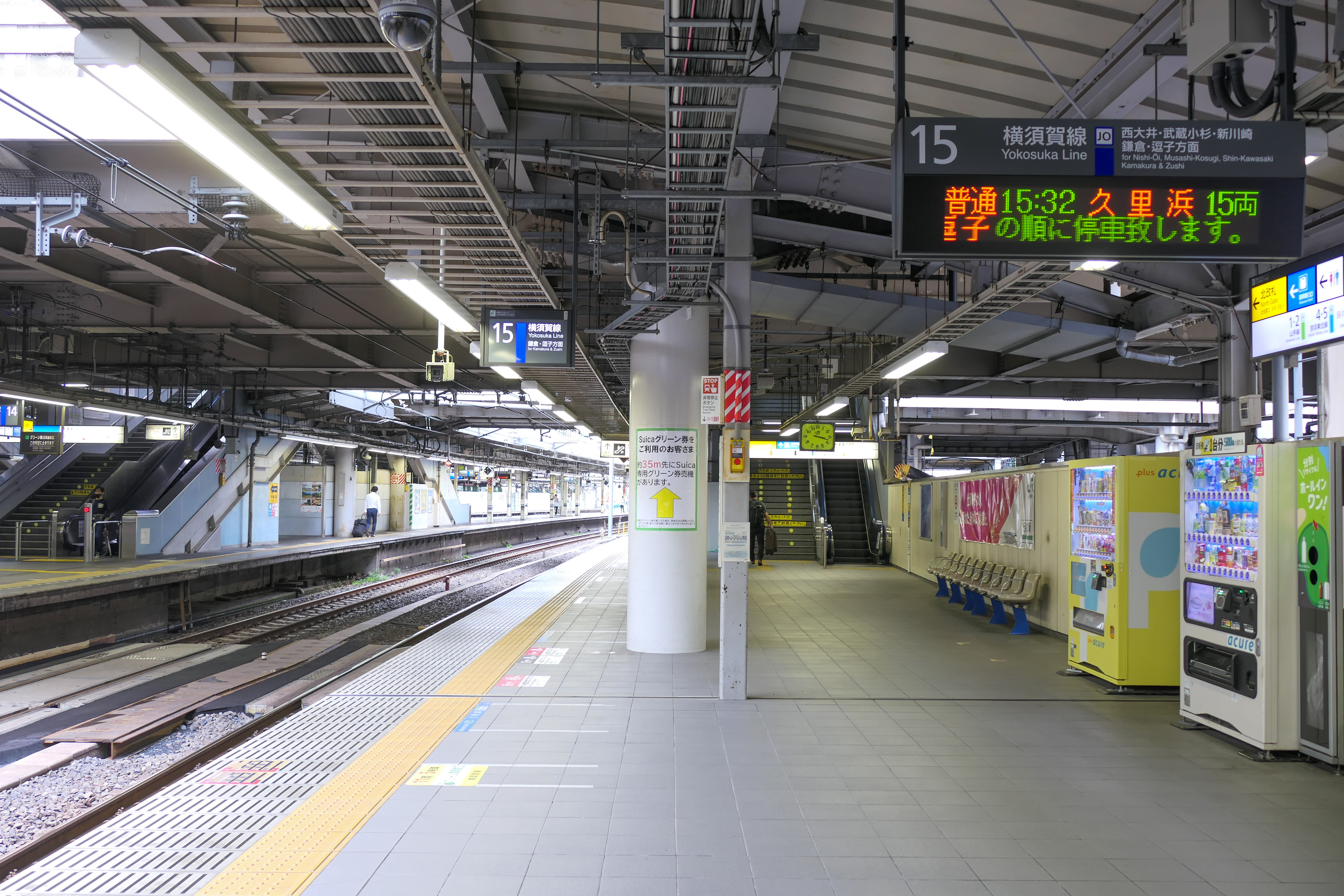
橫須賀線15號月台（2021年7月）
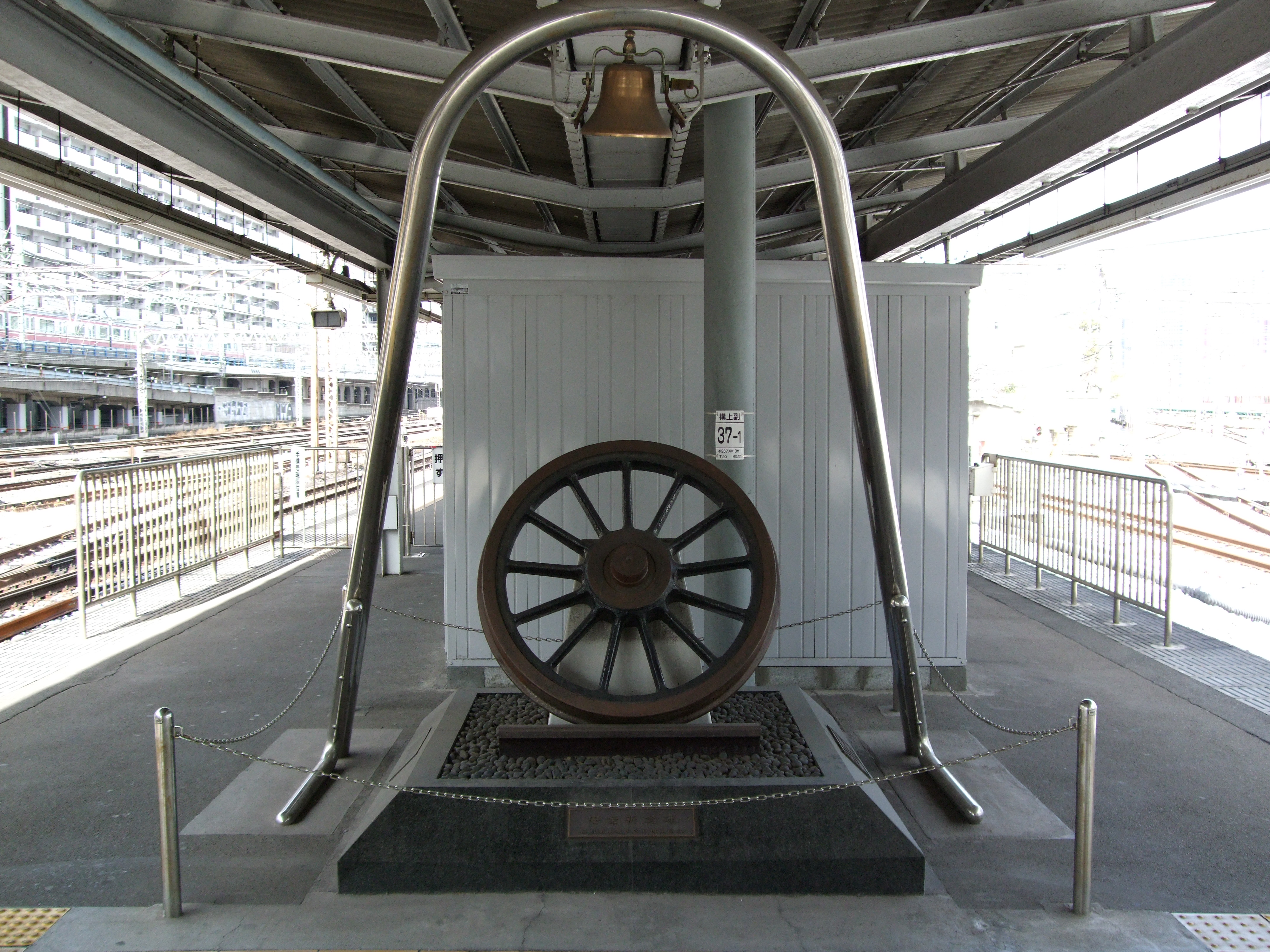
車站開業130周年安全祈念碑（5・6號月台）

### JR東海
JR東海的品川站位於東側島式月台2面4線的S型緩緩彎道上。近東京一側設有3條儲車線，可供列車折返。新幹線月台的東側至1990年代半為止是品川機關區與貨物取扱設施，亦為新幹線的車輛基地。
車站上方的大樓設有JR東海東京本社。站房等的設備於1997年5月26日開工，並於6年4個月後的2003年9月15日完工，成為東海道新幹線最新的車站。
東海道新幹線品川站建設的理由之一是新增本站折返列車班次以增加東海道新幹線輸送力，並可避開東京站往東京第一車輛所、東京第二車輛所的回送列車，估計1小時可增加4班，但自2003年10月1日開業起一直沒有本站折返的定期列車。2007年7月1日改點起，新設N700系本站始發列車「希望號」99号往博多（6點00分發車）。
月台上沒有商店，商店在付費區內。付費區內的候車區有無線網路與電源插座。新幹線月台在地下。上下線外側為本線（通過線），為避免跌落設有移動式月台門。內側為副本線（待避線），設有固定柵欄。
2008年3月15日改點起，全列車停靠本站。其中部分班次是交互發車。改點前僅往新大阪站的「光號」全列車停靠本站，「希望號」約6成班次停靠本車，廣島站、岡山站發車的「希望號」與部分「光號」不停靠本站。
2014年起，JR東海計畫陸續更新東海道新幹線停車站的自動驗票閘門，品川站預定最早導入新型自動驗票閘門。另外，本站也是東海道新幹線首站自開業就設置全彩LED式列車資訊顯示器。
新幹線北轉乘窗口委託新幹線Maintenance東海管理，其他為直營。

#### 月台配置
| 月台   | 路線         | 方向 | 目的地             |
| ------ | ------------ | ---- | ------------------ |
| 21、22 | 東海道新幹線 | 上行 | 往東京             |
| 23、24 | 東海道新幹線 | 下行 | 名古屋、新大阪方向 |

（來源：JR東海:車站構內圖（页面存档备份，存于））

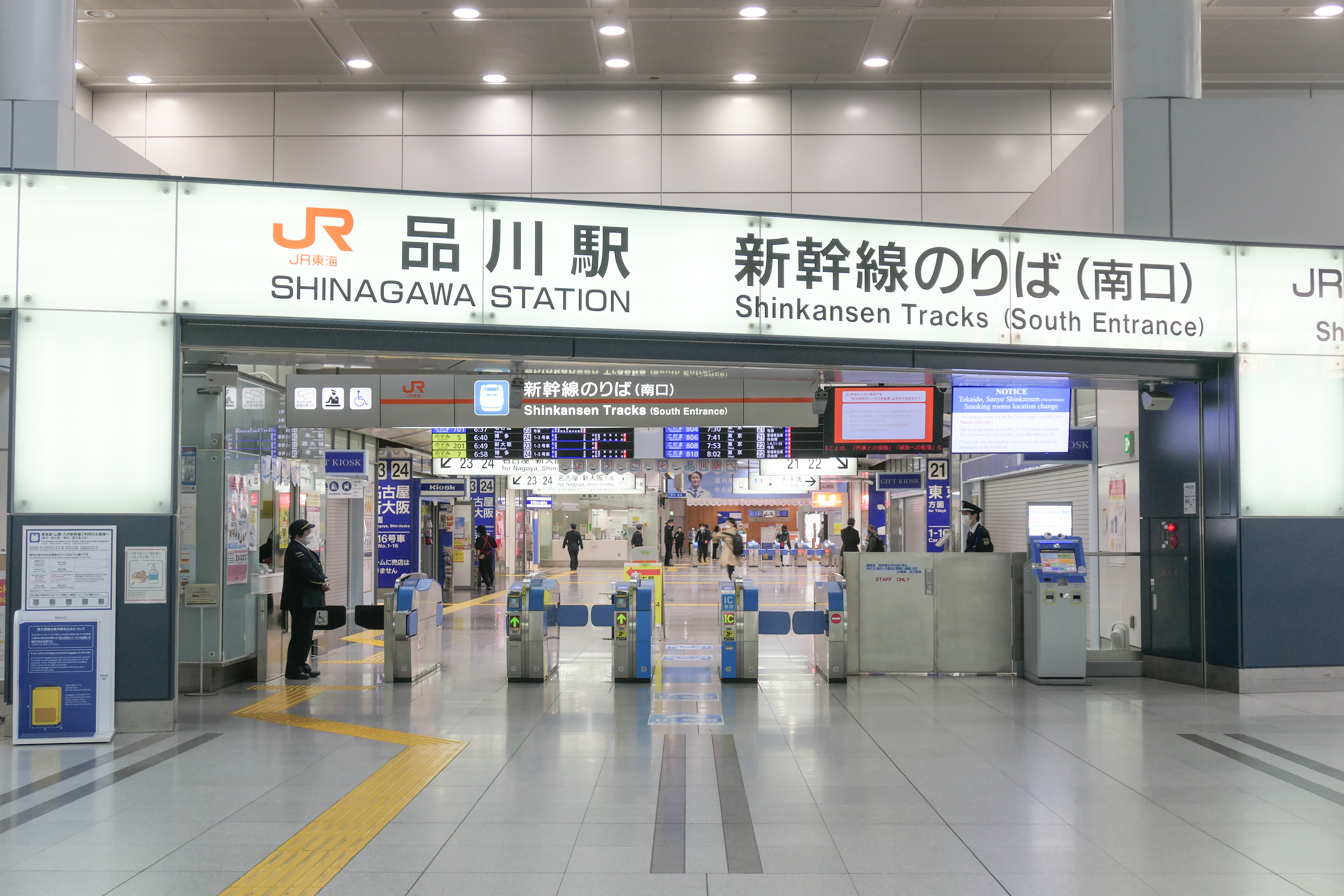
新幹線南驗票閘口（2022年4月）
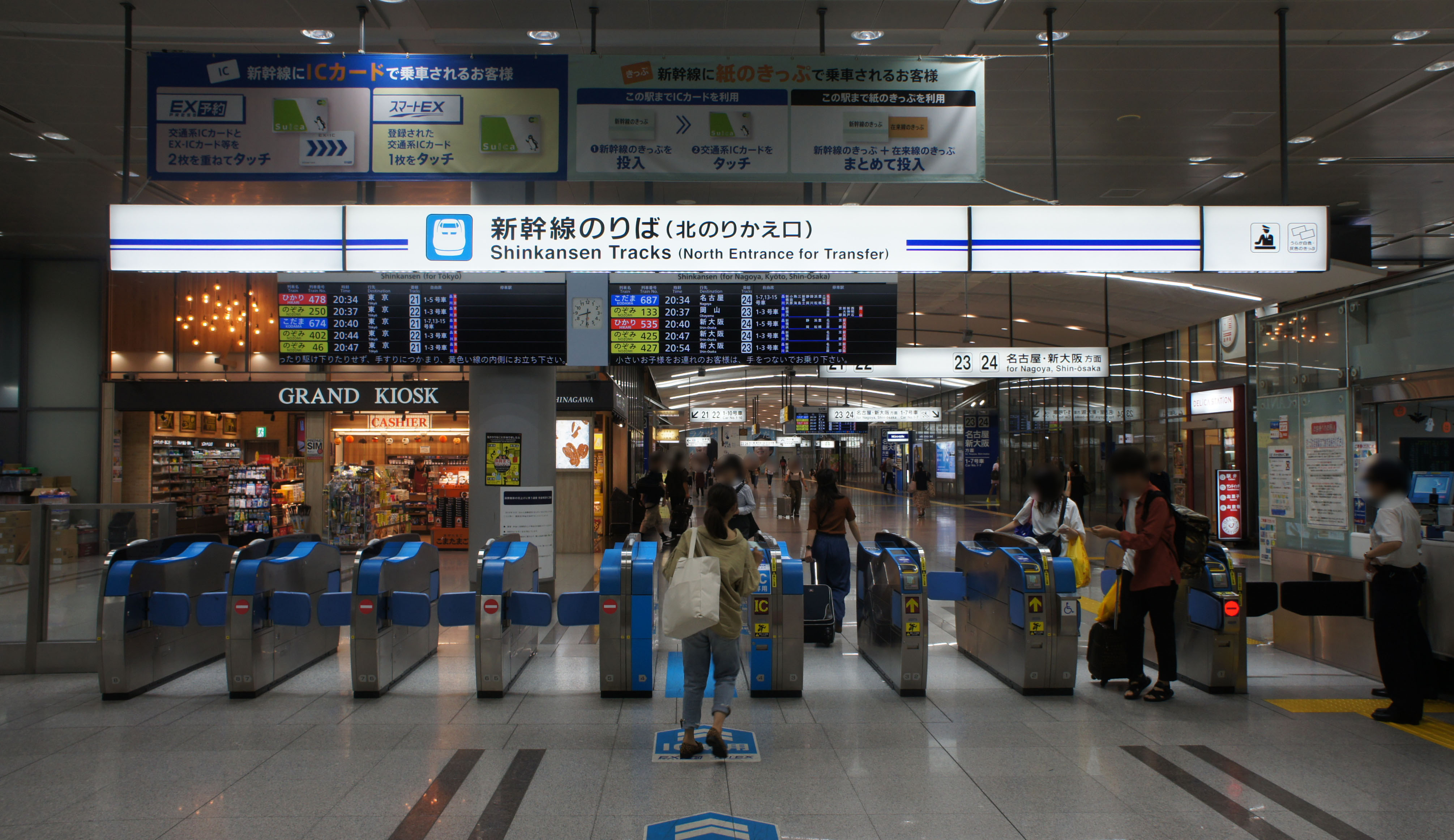
新幹線北轉乘驗票閘口（2019年9月）
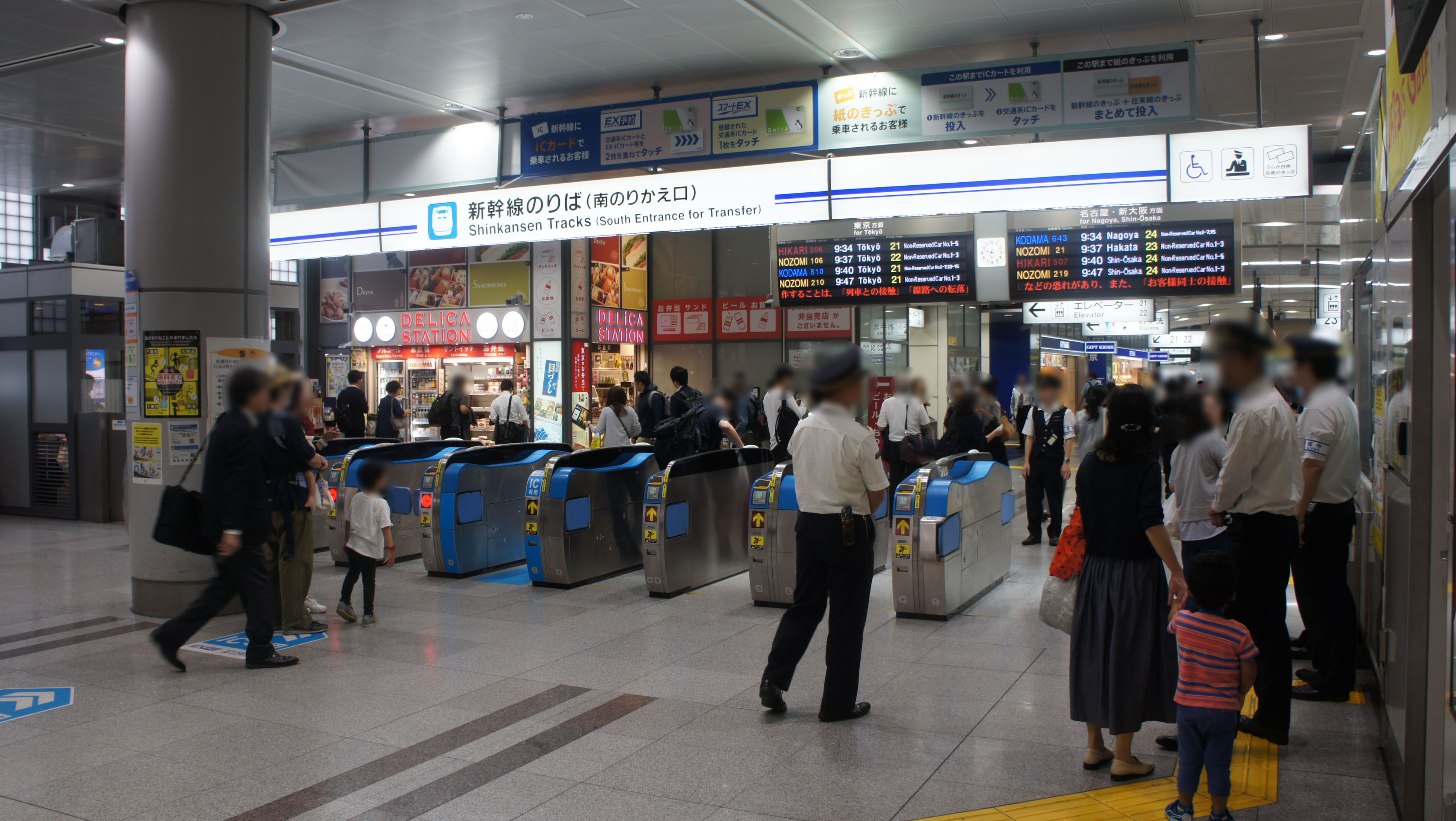
新幹線南轉乘驗票閘口（2019年6月）
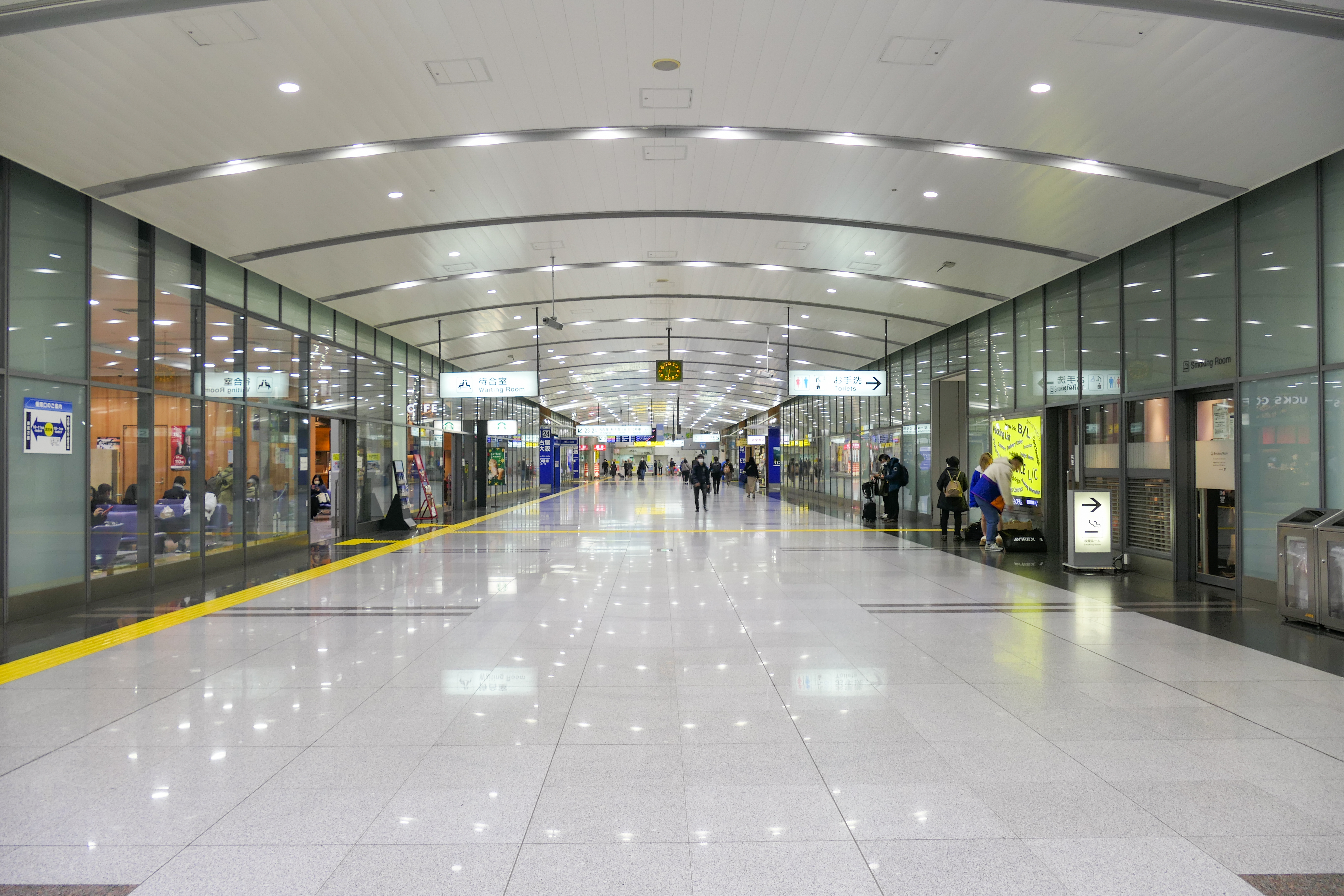
驗票閘口內的車站大廳（2022年11月）
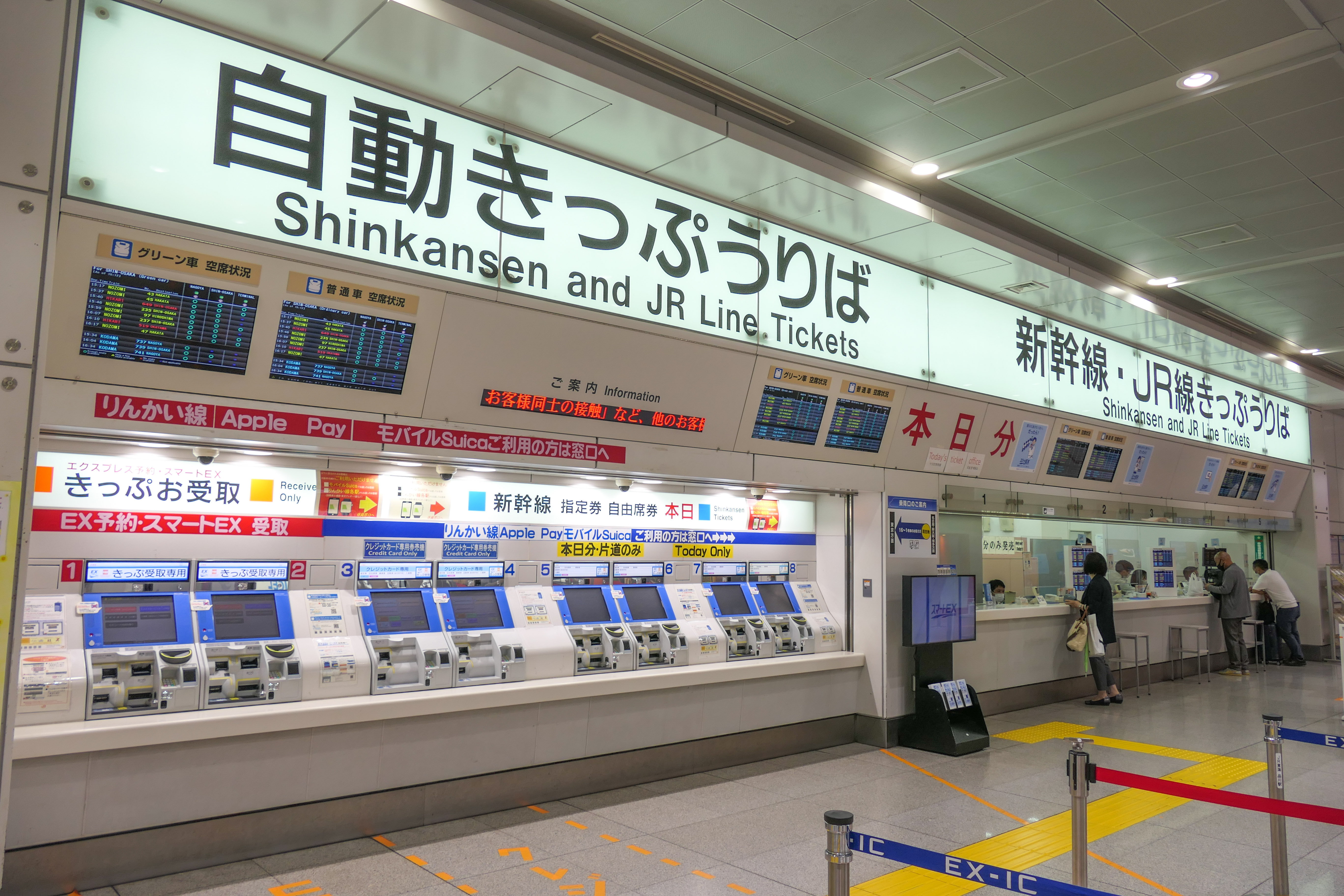
新幹線自動售票機（2021年7月）
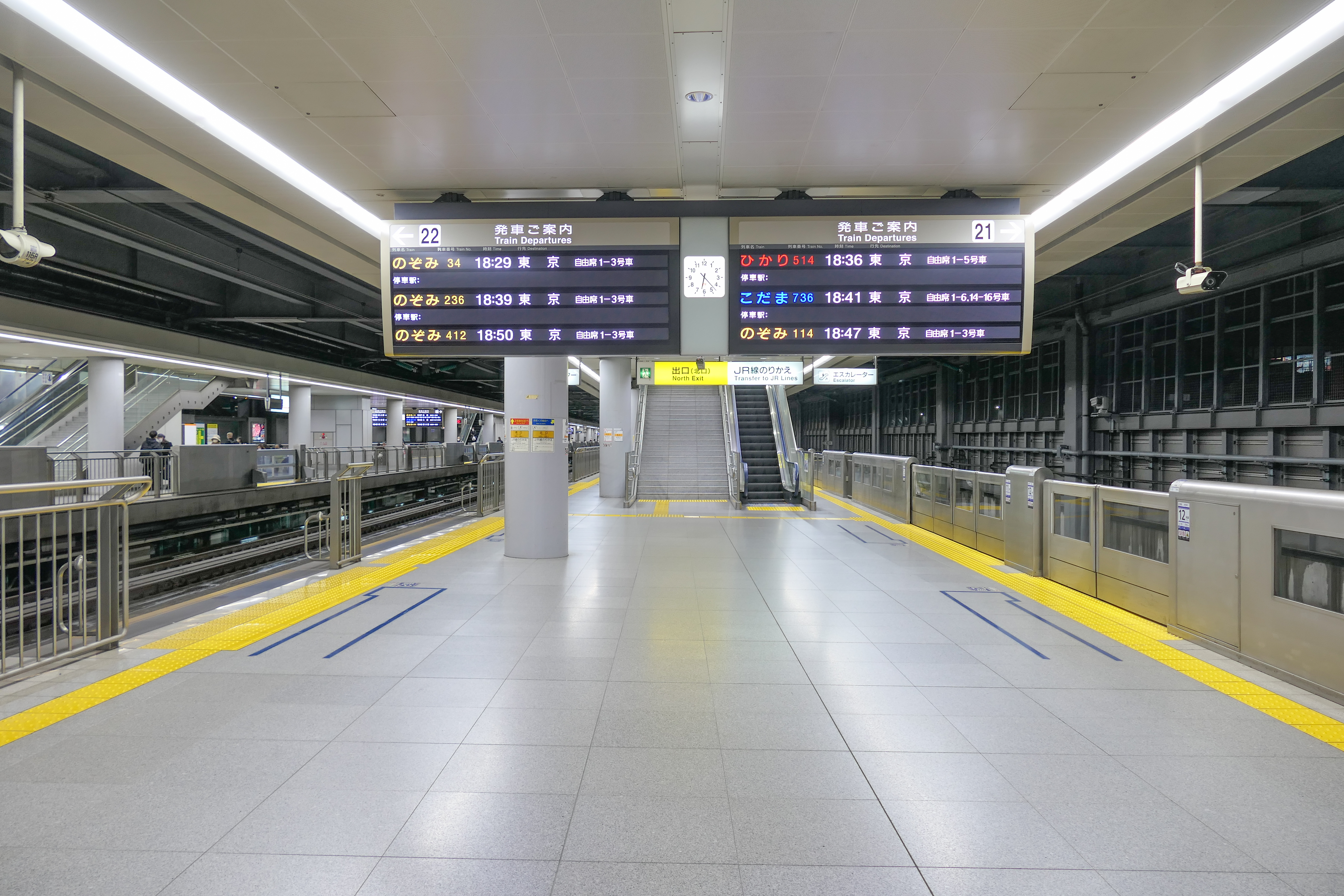
21號與22號月台（2022年11月）
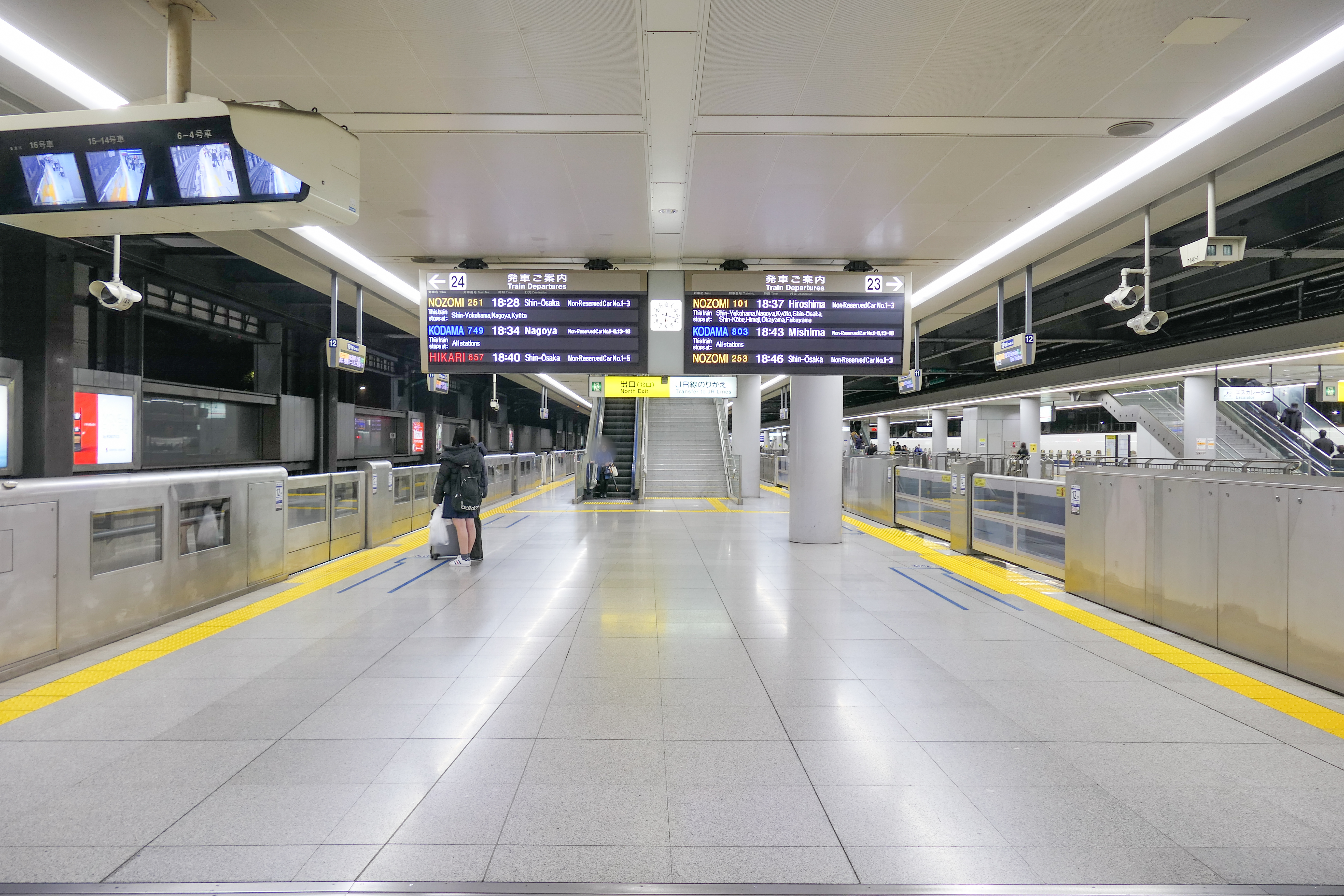
23號與24號月台（2022年11月）
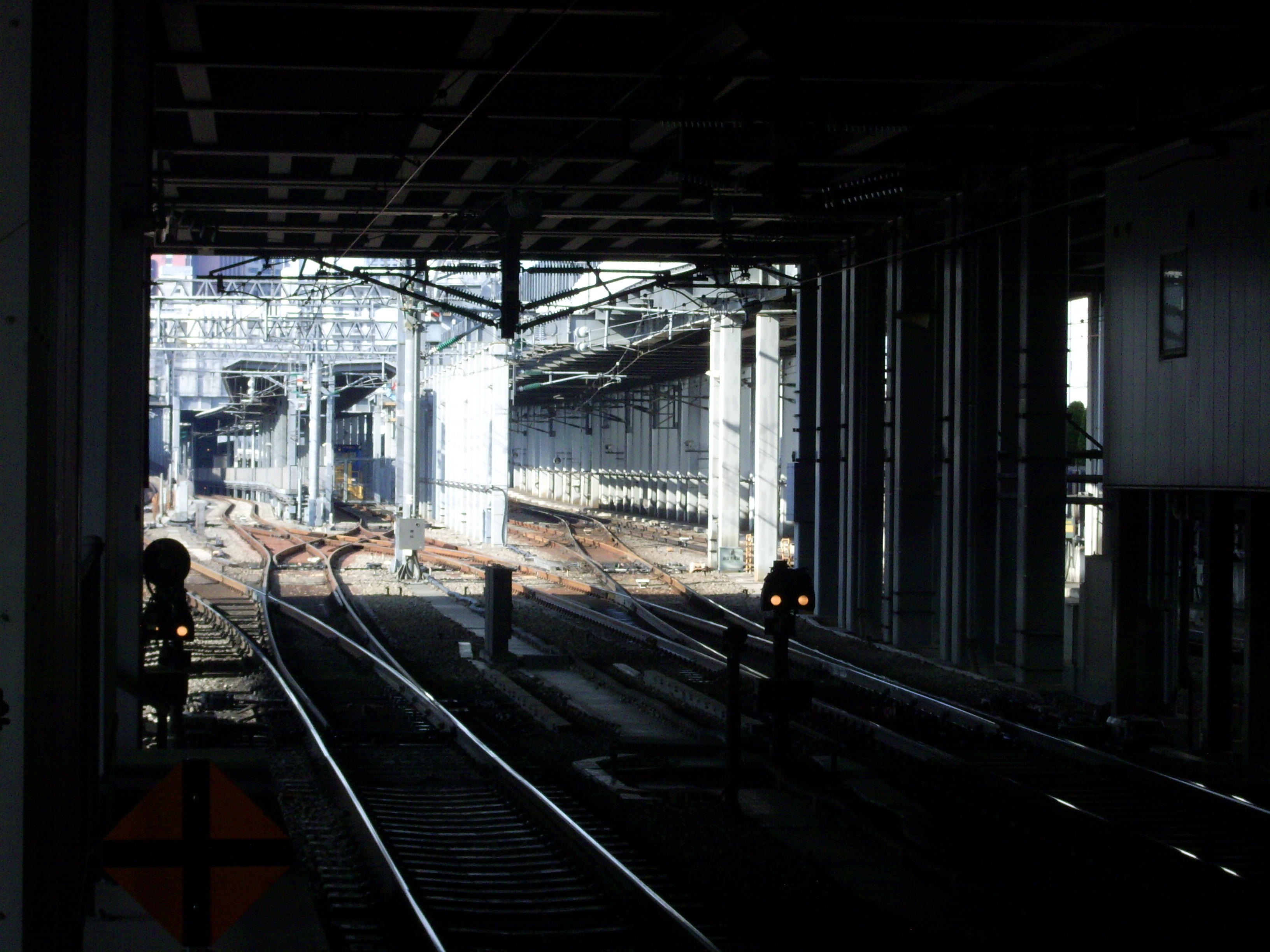
新幹線渡線
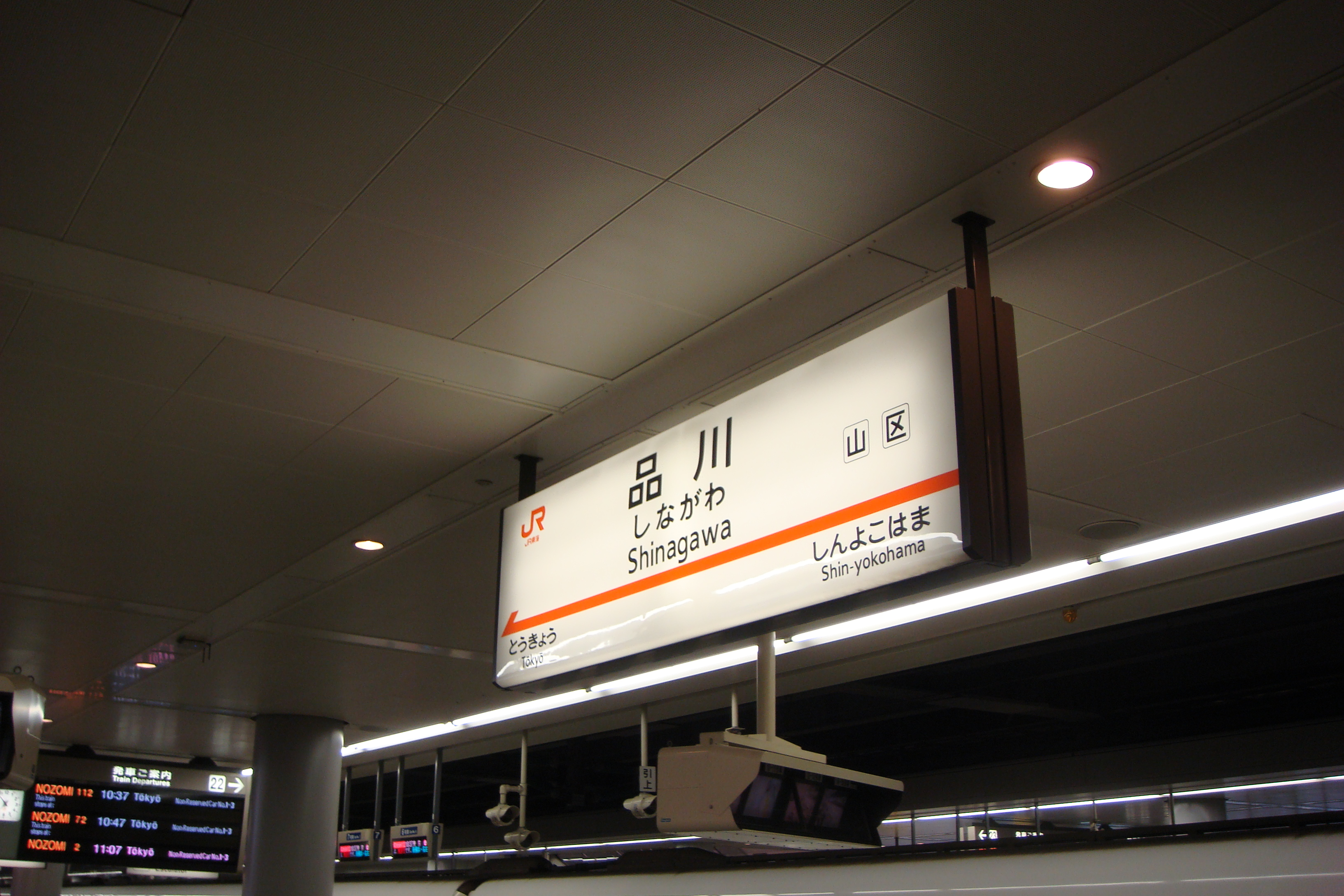
站名牌

### 國鐵、JR線地上月台變遷
| 時期              | 第1月台                               | 第2月台                                       | 第3月台                                                     | 第4月台                                                            | 第5月台                                                                  | 第6月台                                                                   | 第7月台                                     | 第8月台               | 第9月台                       | 第10月台                      |
| ----------------- | ------------------------------------- | --------------------------------------------- | ----------------------------------------------------------- | ------------------------------------------------------------------ | ------------------------------------------------------------------------ | ------------------------------------------------------------------------- | ------------------------------------------- | --------------------- | ----------------------------- | ----------------------------- |
| 1976年 10月1日 -  | 1號線 ■山手線 內回 2號線 ■山手線 外回 | 3號線 ■京濱東北線 北行 4號線 ■京濱東北線 南行 | 5、6號線 ■東海道線 上行 ■橫須賀線 上行                      | 7、8號線 ■臨時月台                                                 | 9、10號線 ■臨時月台                                                      | 11、12號線 ■東海道線 下行 ■橫須賀線 下行                                  | 13、14號線 ■総武線（快速） 下行             | 未設置                | 未設置                        | 未設置                        |
| 1980年 10月1日 -  | 1號線 ■山手線 內回 2號線 ■山手線 外回 | 3號線 ■京濱東北線 北行 4號線 ■京濱東北線 南行 | 5、6號線 ■東海道線 上行                                     | 7、8號線 ■臨時月台                                                 | 9、10號線 ■臨時月台                                                      | 11、12號線 ■東海道線 下行                                                 | 13號線 ■橫須賀線 上行 14號線 ■橫須賀線 下行 | 未設置                | 未設置                        | 未設置                        |
| 2003年 10月1日 -  | 1號線 ■山手線 內回 2號線 ■山手線 外回 | 3號線 ■京濱東北線 北行 4號線 ■京濱東北線 南行 | 5、6號線 ■東海道線 上行                                     | 7、8號線 ■臨時月台                                                 | 9、10號線 ■臨時月台                                                      | 11、12號線 ■東海道線 下行                                                 | 13號線 ■橫須賀線 上行 14號線 ■橫須賀線 下行 | 未設置                | 21、22號線 ■東海道新幹線 上行 | 23、24號線 ■東海道新幹線 下行 |
| 2008年 3月15日 -  | 1號線 ■山手線 內回 2號線 ■山手線 外回 | 3號線 ■京濱東北線 北行 4號線 ■京濱東北線 南行 | 5、6號線 ■東海道線 上行                                     | 7、8號線 ■臨時月台                                                 | 9、10號線 ■臨時月台                                                      | 11、12號線 ■東海道線 下行                                                 | 13號線 ■橫須賀線 上行 14號線 ■橫須賀線      | 15號線 ■橫須賀線 下行 | 21、22號線 ■東海道新幹線 上行 | 23、24號線 ■東海道新幹線 下行 |
| 2011年 10月2日 -  | 1號線 ■山手線 內回 2號線 ■山手線 外回 | 3號線 ■京濱東北線 北行 4號線 ■京濱東北線 南行 | 5、6號線 ■東海道線 上行                                     | 7、8號線 ■臨時月台                                                 | 9號線 ■臨時月台 10號線 ■東海道線 下行                                    | 11號線 ■東海道線 下行 12號線 使用停止                                     | 13號線 ■橫須賀線 上行 14號線 ■橫須賀線      | 15號線 ■橫須賀線 下行 | 21、22號線 ■東海道新幹線 上行 | 23、24號線 ■東海道新幹線 下行 |
| 2012年 9月23日 -  | 1號線 ■山手線 內回 2號線 ■山手線 外回 | 3號線 ■京濱東北線 北行 4號線 ■京濱東北線 南行 | 5、6號線 ■東海道線 上行                                     | 7、8號線 ■臨時月台                                                 | 9、10號線 使用停止                                                       | 11、12號線 ■東海道線 下行                                                 | 13號線 ■橫須賀線 上行 14號線 ■橫須賀線      | 15號線 ■橫須賀線 下行 | 21、22號線 ■東海道新幹線 上行 | 23、24號線 ■東海道新幹線 下行 |
| 2013年 11月24日 - | 1號線 ■山手線 內回 2號線 ■山手線 外回 | 3號線 ■京濱東北線 北行 4號線 ■京濱東北線 南行 | 5、6號線 ■東海道線 上行                                     | 7、8號線 使用停止                                                  | 9、10號線 ■臨時月台                                                      | 11、12號線 ■東海道線 下行                                                 | 13號線 ■橫須賀線 上行 14號線 ■橫須賀線      | 15號線 ■橫須賀線 下行 | 21、22號線 ■東海道新幹線 上行 | 23、24號線 ■東海道新幹線 下行 |
| 2014年 12月7日 -  | 1號線 ■山手線 內回 2號線 ■山手線 外回 | 3號線 ■京濱東北線 北行 4號線 ■京濱東北線 南行 | 5號線 ■東海道線 上行 6號線 使用停止                         | 7號線 使用停止 8號線 ■東海道線 上行                                | 9、10號線 ■臨時月台                                                      | 11、12號線 ■東海道線 下行                                                 | 13號線 ■橫須賀線 上行 14號線 ■橫須賀線      | 15號線 ■橫須賀線 下行 | 21、22號線 ■東海道新幹線 上行 | 23、24號線 ■東海道新幹線 下行 |
| 2015年 3月14日 -  | 1號線 ■山手線 內回 2號線 ■山手線 外回 | 3號線 ■京濱東北線 北行 4號線 ■京濱東北線 南行 | 5號線 ■東海道線 上行 （■上野東京線） 6號線 使用停止         | 7號線 使用停止 8號線 ■東海道線 上行 （■上野東京線）                | 9號線 ■上野東京線 （■常磐線、特急） 10號線 ■上野東京線 （■常磐線、快速） | 11號線 ■東海道線 下行 ■上野東京線 （■常磐線、快速） 12號線 ■東海道線 下行 | 13號線 ■橫須賀線 上行 14號線 ■橫須賀線      | 15號線 ■橫須賀線 下行 | 21、22號線 ■東海道新幹線 上行 | 23、24號線 ■東海道新幹線 下行 |
| 2016年 11月20日 - | 1號線 ■山手線 內回 2號線 ■山手線 外回 | 3號線 ■京濱東北線 北行 4號線 ■京濱東北線 南行 | 5號線 使用停止 6號線 ■東海道線 上行 （■上野東京線）         | 7號線 ■臨時月台 8號線 ■東海道線 上行 （■上野東京線）               | 9號線 ■上野東京線 （■常磐線、特急） 10號線 ■上野東京線 （■常磐線、快速） | 11號線 ■東海道線 下行 ■上野東京線 （■常磐線、快速） 12號線 ■東海道線 下行 | 13號線 ■橫須賀線 上行 14號線 ■橫須賀線      | 15號線 ■橫須賀線 下行 | 21、22號線 ■東海道新幹線 上行 | 23、24號線 ■東海道新幹線 下行 |
| 2017年 3月4日 -   | 1號線 ■山手線 內回 2號線 ■山手線 外回 | 3號線 ■京濱東北線 北行 4號線 ■京濱東北線 南行 | 5號線 使用停止 6號線 ■東海道線 上行 （■上野東京線）         | 7號線 ■東海道線 上行 （■上野東京線）8號線 ■臨時月台                | 9號線 ■上野東京線 （■常磐線、特急） 10號線 ■上野東京線 （■常磐線、快速） | 11號線 ■東海道線 下行 ■上野東京線 （■常磐線、快速） 12號線 ■東海道線 下行 | 13號線 ■橫須賀線 上行 14號線 ■橫須賀線      | 15號線 ■橫須賀線 下行 | 21、22號線 ■東海道新幹線 上行 | 23、24號線 ■東海道新幹線 下行 |
| 2017年 10月14日 - | 1號線 ■山手線 內回 2號線 ■山手線 外回 | 3號線 ■京濱東北線 北行 4號線 ■京濱東北線 南行 | 5號線 使用停止 6號線 ■東海道線 上行 （■上野東京線）         | 7號線 ■東海道線 上行 （■上野東京線） 8號線 ■上野東京線 （■常磐線） | 9號線 ■上野東京線 （■常磐線、特急） 10號線 ■上野東京線 （■常磐線、快速） | 11號線 ■東海道線 下行 ■上野東京線 （■常磐線、快速） 12號線 ■東海道線 下行 | 13號線 ■橫須賀線 上行 14號線 ■橫須賀線      | 15號線 ■橫須賀線 下行 | 21、22號線 ■東海道新幹線 上行 | 23、24號線 ■東海道新幹線 下行 |
| 2018年 3月17日 -  | 1號線 ■山手線 內回 2號線 ■山手線 外回 | 3號線 ■京濱東北線 北行 4號線 ■京濱東北線 南行 | 5號線 使用停止 6號線 ■東海道線 上行 （■上野東京線）         | 7號線 ■東海道線 上行 （■上野東京線） 8號線 ■臨時月台               | 9號線 ■上野東京線 （■常磐線、特急） 10號線 ■上野東京線 （■常磐線、快速） | 11號線 ■東海道線 下行 ■上野東京線 （■常磐線、快速） 12號線 ■東海道線 下行 | 13號線 ■橫須賀線 上行 14號線 ■橫須賀線      | 15號線 ■橫須賀線 下行 | 21、22號線 ■東海道新幹線 上行 | 23、24號線 ■東海道新幹線 下行 |
| 2018年 6月17日 -  | 1號線 ■山手線 內回 2號線 ■山手線 外回 | 3號線 ■京濱東北線 北行 4號線 使用停止         | 5號線 ■京濱東北線 南行 6號線 ■東海道線 上行 （■上野東京線） | 7號線 ■東海道線 上行 （■上野東京線） 8號線 ■臨時月台               | 9號線 ■上野東京線 （■常磐線、特急） 10號線 ■上野東京線 （■常磐線、快速） | 11號線 ■東海道線 下行 ■上野東京線 （■常磐線、快速） 12號線 ■東海道線 下行 | 13號線 ■橫須賀線 上行 14號線 ■橫須賀線      | 15號線 ■橫須賀線 下行 | 21、22號線 ■東海道新幹線 上行 | 23、24號線 ■東海道新幹線 下行 |
| 2019年11月17日-   | 1號線 ■山手線 內回 2號線 ■山手線 外回 | 3號線 使用停止 4號線 ■京濱東北線 北行         | 5號線 ■京濱東北線 南行 6號線 ■東海道線 上行 （■上野東京線） | 7號線 ■東海道線 上行 （■上野東京線） 8號線 ■臨時月台               | 9號線 ■上野東京線 （■常磐線、特急） 10號線 ■上野東京線 （■常磐線、快速） | 11號線 ■東海道線 下行 ■上野東京線 （■常磐線、快速） 12號線 ■東海道線 下行 | 13號線 ■橫須賀線 上行 14號線 ■橫須賀線      | 15號線 ■橫須賀線 下行 | 21、22號線 ■東海道新幹線 上行 | 23、24號線 ■東海道新幹線 下行 |

#### 備註
- 1950年左右，京濱東北線與山手線月台配置與現在不同，共有3面5線，其中1號線為山手線內回，2號線為山手線出庫用，3號線為山手線外回，4號線為京濱東北線北行，5號線為京濱東北線南行。因此，京濱東北線橫濱方向往山手線澀谷方向的轉乘可在同一月台進行。
- 2008年3月15日改點起，橫須賀線13、14號線月台與新幹線21、22號線之間新設1面1線單式月台，為15號線。從此橫須賀線列車可在本站折返，並新增「成田特快」本站起訖列車、橫須賀線（總武快速線直通）本站終停列車。2004年10月16日改點湘南新宿線大幅增班以後，橫須賀線東京 - 品川間逐漸減少，此15號線月台啟用後開始改善。湘南新宿線誤點時使用臨時月台折返造成東海道線延遲也因14號線（部分為15號線）月台的使用抑制了對其他線區的影響。
- 2011年10月2日起，10號月台啟用，下行「湘南Liner」停靠本站。同時11號線月台的停止位置目標往橫濱方向移動100公尺，12號線因施工暫停使用。
- 2012年9月23日起，12號月台恢復使用，9、10號月台因施工停止使用。
- 2013年11月24日起，9、10號月台恢復使用，7、8號月台因施工停止使用。同時東京綜合車輛中心田町中心（日语：田町車両センター）新車輛基地啟用[報道 20][19]。
- 2014年12月7日起，8號月台恢復使用，6號月台因施工停止使用。
- 2016年11月19日、20日，品川站實施線路切換工程，6、7號月台恢復使用，5號月台因施工停止使用[報道 21]。
- 2018年6月16日・17日，品川站實施線路切換工程，5號月台恢復使用、4號月台停止使用[報道 22]。
- 2019年11月17日，品川站實施線路切換工程，4號月台恢復使用、3號月台停止使用[報道 8]。

### 京濱急行電鐵
京急品川車站位於站內的西側，為2面3線的高架車站，車站編號為KK01。東側（JR品川站側）配置了側式月台（1號月台），西側配置了島式月台（2、3號月台），3號月台在泉岳寺方向設立了停車標誌。橫濱、羽田機場方向（1號線）月台上有中間剪票口，直通JR大廳。該剪票口可使用內部是黑色磁卡的JR、京急線橫跨乘車券、PASMO與互通IC卡。非磁卡或京急線、JR線單方車票要在本站轉乘時，須在剪票口旁的窗口（京急→JR在右，JR→京急在左）回收舊車票且購入新車票才可通過。
各月台皆有「京急Wing號」的Wing Ticket（座席整理券）自動售票機（付費區外亦有），天橋上則設置JR東海的特急預約乘車券類取票機。
抵達2號月台的本站終停列車，使用泉岳寺側的拖上線折返進入1號線（該拖上線也是業務用的月台，京急品川站職員稱為「新品川」。）。部分列車進入3號線後折返。但在班次大亂無法使用拖上線時，3號線電車會先前往北品川方向轉入本線，再進入1號線。
1、2號線月台的有效長度為12輛編組，3號線為10輛編組。
本站雖是中間站，但視為是本線起點。泉岳寺站雖然也是京急車站，而本站至泉岳寺站之間雖也是京急本線，但該區間被視為是支線。直通支線的列車在本站變更為京成電鐵的列車種別。但以泉岳寺為終點的列車不變更列車種別，都營淺草線內的「機場快特」列車在押上站變更為京成種別。
包含京成列車種別在內，本站是唯一全列車種別停車的車站（「Morning Wing號」、「京急Wing號」、「機場快特」、「快特（京急）、快速特急（京成）」、「Access特急」、「特急」、「通勤特急」、「快速」、「機場急行」、「普通」10種別）。京急與京成有「快特」、「快速特急」兩個類似種別，往橫濱、羽田機場方向以「快特」表示，往京成線青砥、船橋方向則加上京成的「快速特急」。
僅1號線有導入自動廣播（配音：大原沙耶香）。早晨與誤點時改為簡易廣播。本站下行列車除往羽田機場外，都在發車時刻的最後進行廣播。2008年11月18日起，往羽田機場列車入線時的廣播開頭加入鈴聲。另外，往羽田機場的列車亦有英語廣播。
1998年以前，本站使用翻轉式列車時刻表，1998年起改用3色LED式列車資訊顯示器，2009年2月導入全彩LED式，同時啟用後述的「進站音樂」。最初先在2、3號線導入，之後才在1號線導入。列車資訊顯示器顯示日文、英文、中文、韓文四種文字。同時乘車位置亦設有LCD式列車資訊顯示器。1樓剪票口前的列車資訊顯示器也在2009年2月改為LCD式。
開業當時，路線從山側（上行月台）開始編號到6號線（4線）。舊1、2號線與3號線一樣是泉岳寺方向終點。各月台分別供不同目的地的列車使用，舊1、2號線為穴守線（現：機場線）直通列車，舊3、4號線（現3號線）為往黃金町列車，舊5號線（現2號線）為湘南線直通列車（浦賀方向），舊6號線（現1號線）為團體臨時列車。另外，舊5、6號線除外，奇數編號為下車月台，偶数編號為上車月台。

#### 月台配置
| 月台 | 路線 | 方向 | 目的地                                       | 備註                       |
| ---- | ---- | ---- | -------------------------------------------- | -------------------------- |
| 1    | 本線 | 下行 | 羽田機場、京急川崎、橫濱、浦賀、三浦海岸方向 |                            |
| 2    | 本線 | 上行 | 泉岳寺、淺草、印旛日本醫大、成田機場方向     | 「早晨翼號」下車月台       |
| 3    | 本線 | 下行 | 上大岡、三崎口方向                           | 「京急翼號」上車月台       |
| 3    | 本線 | 下行 | 北品川、生麥方向                             | 平日早上繁忙時間的普通列車 |

（來源：京急電鐵:車站構內圖（页面存档备份，存于））

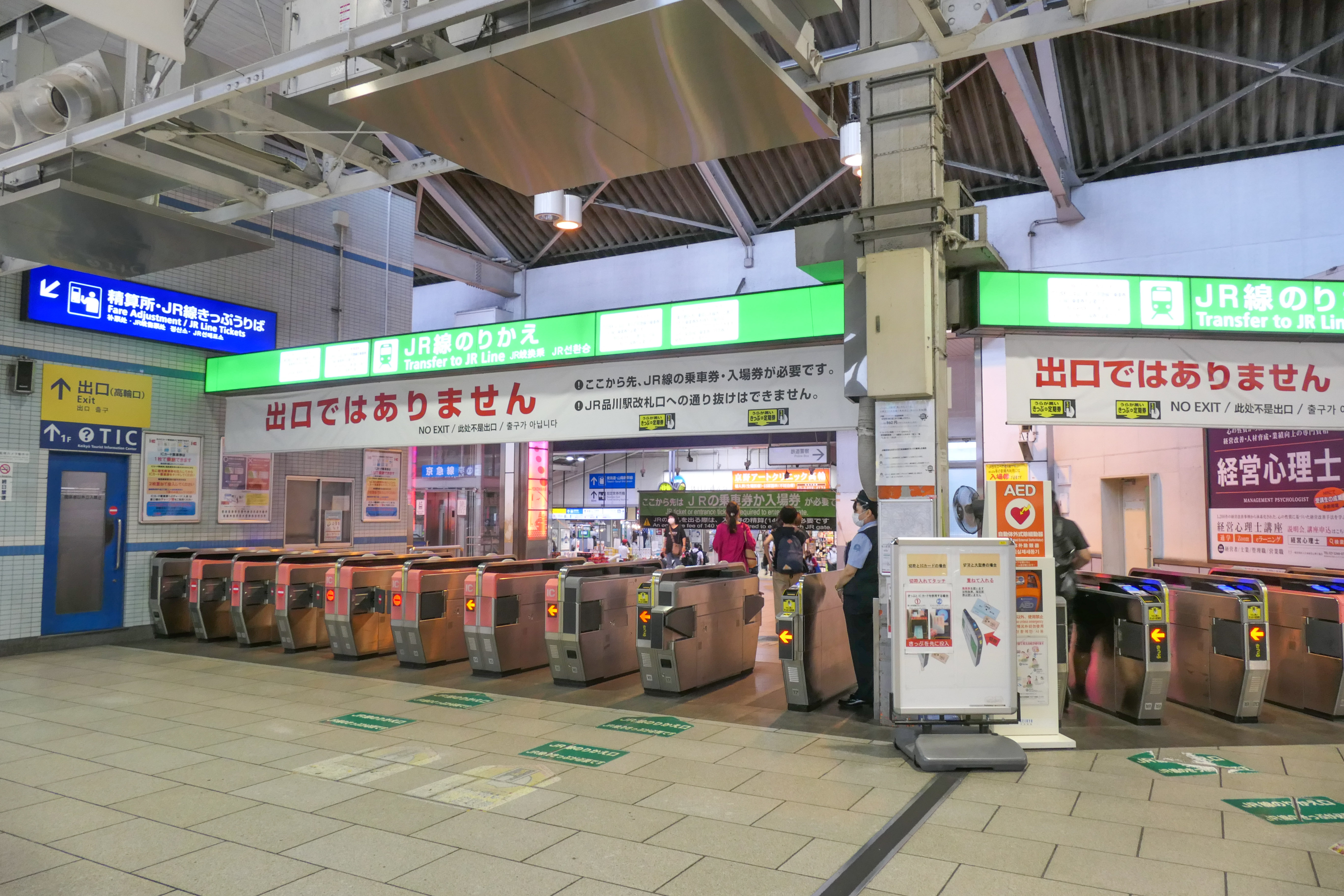
轉乘JR東日本的驗票閘口（2021年7月）
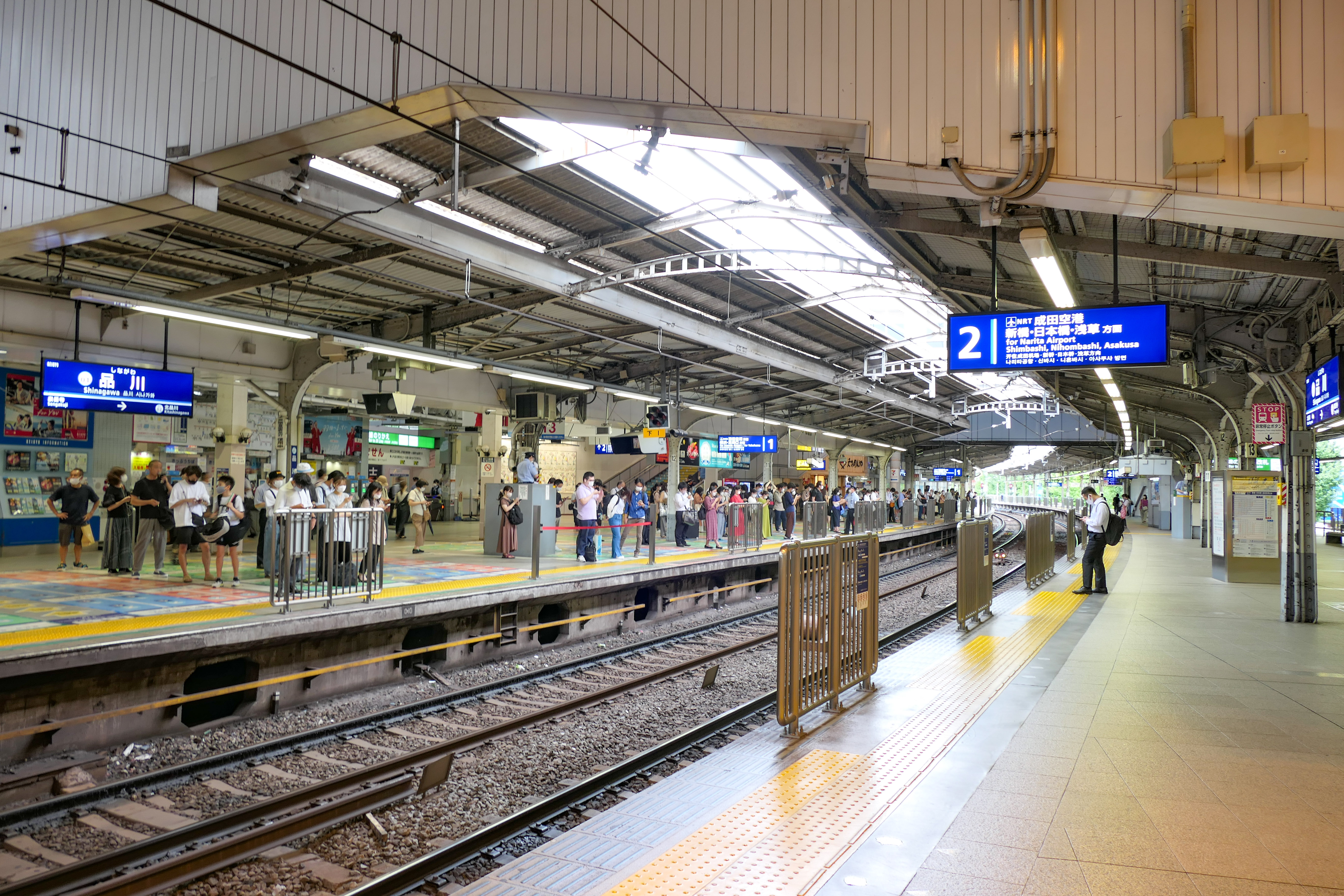
1號與2號月台（2021年7月）
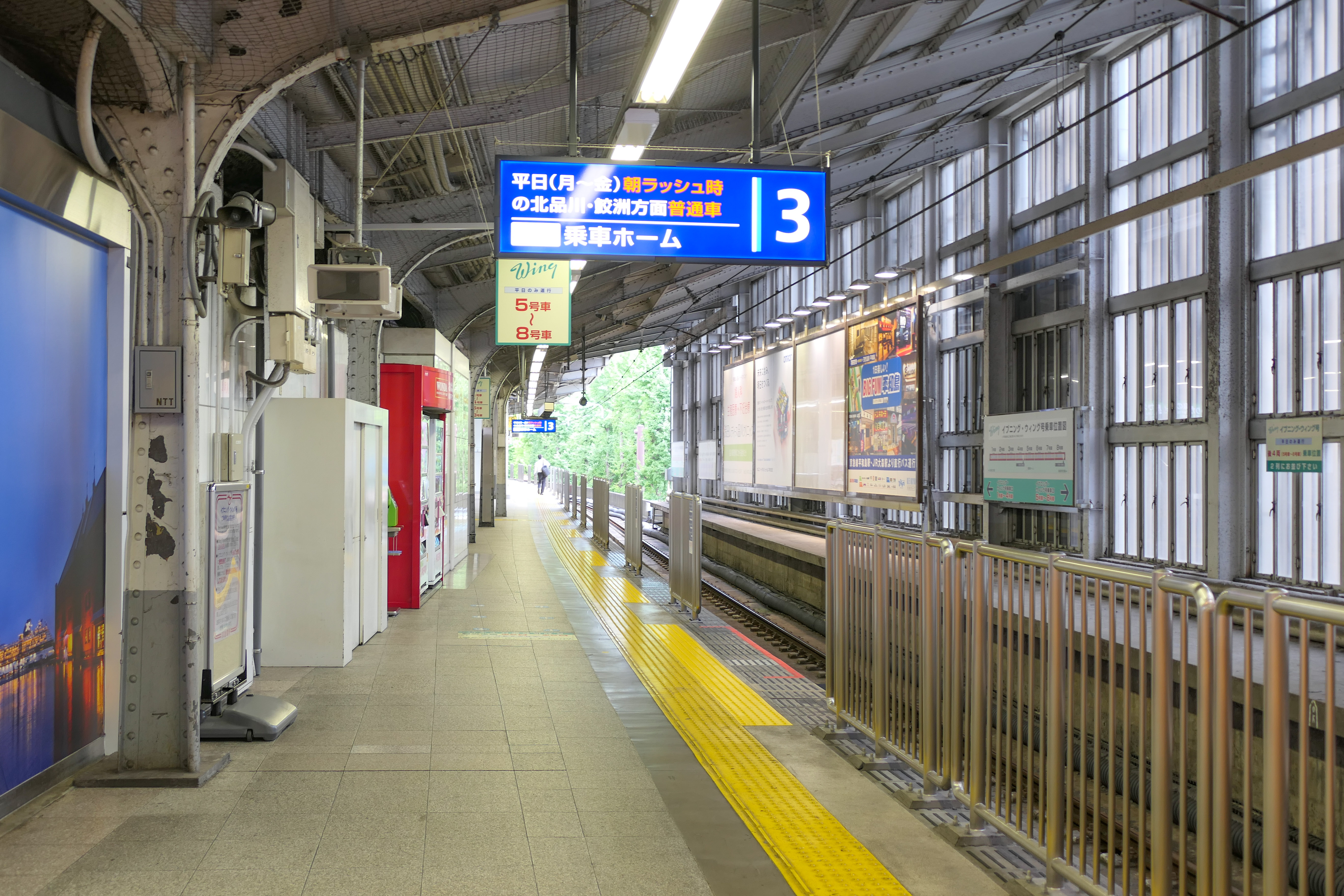
3號月台（2021年7月）
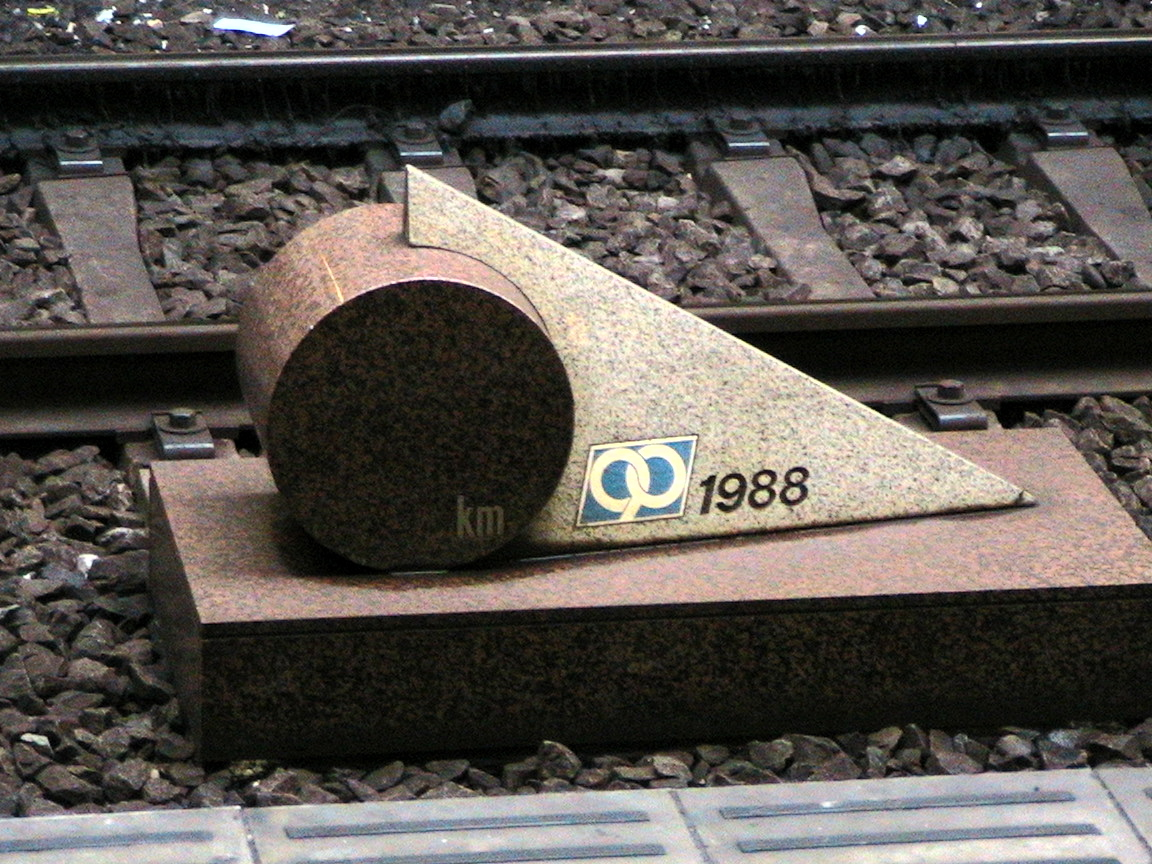
本線0公里距離標
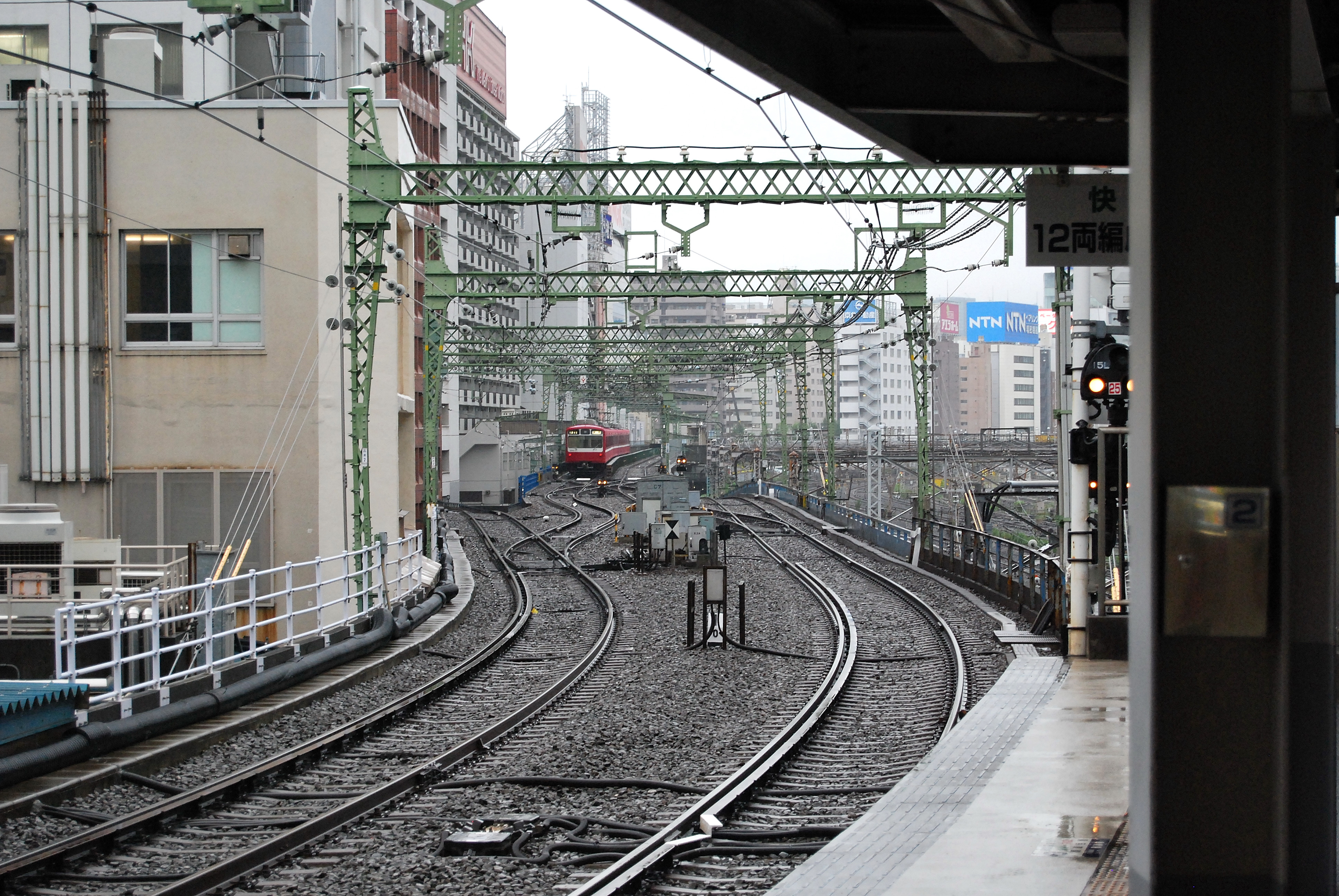
品川站望向泉岳寺方向，後方有2條拖上線，其兩側向下的路線通往都營淺草線泉岳寺站

#### 進站音樂
2009年2月25日起，京急廣告曲團團轉樂團的《紅色電車》成為進站音樂。該曲也用在羽田機場第1、第2航站樓站下行月台。

## 貨物運送
本站是JR貨物的臨時業務站，沒有定期貨物列車停靠。但是，JR東日本每年會有數次的甲種車輛輸送列車。
1994年以前，本站有定期列車運送紙張，並有專用線通往日本製紙的倉庫。
另外，1980年以前，車站東南方有廣大的貨物總站，設有貨櫃起重機等設備。

## 利用狀況
2016年各公司1日平均上下車人次總數約100萬人。近年成長快速，2014年度1日平均上下車人次首次突破100萬人。
- JR東日本 - 2019年度1日平均上車人次為377,337人[使用人數 1]。
該公司中次於橫濱站名列第5位。1998年度至2007年度大幅增加，2005年度超越30萬人次。之後使用人次持平，直到2011年度起再次急增。2016年度超越澀谷站成為第5位。
- JR東海 - 2017年度1日平均上車人次為36,000人[使用人數 2]。
- 京濱急行電鐵 - 2019年度1日平均上下車人次為285,582人[使用人數 3]。
該公司中僅次於橫濱站位居第2位。若是含「Morning Wing號」、「京急Wing號」在內的全種別列車停靠站中則是排名第1位。

### 各年度1日平均上下車人次
各年度1日平均上下車人次如下表（JR除外）。
| 年度               | 京濱急行電鐵       | 京濱急行電鐵 |
| 年度               | 1日平均 上下車人次 | 增長率       |
| ------------------ | ------------------ | ------------ |
| 2002年（平成14年） | 237,881            |              |
| 2003年（平成15年） | 240,942            | 1.3%         |
| 2004年（平成16年） | 241,995            | 0.4%         |
| 2005年（平成17年） | 240,469            | -0.6%        |
| 2006年（平成18年） | 242,804            | 1.0%         |
| 2007年（平成19年） | 251,393            | 3.5%         |
| 2008年（平成20年） | 254,093            | 1.1%         |
| 2009年（平成21年） | 250,177            | -1.5%        |
| 2010年（平成22年） | 250,414            | 0.1%         |
| 2011年（平成23年） | 248,778            | -0.7%        |
| 2012年（平成24年） | 253,920            | 2.1%         |
| 2013年（平成25年） | 261,780            | 3.1%         |
| 2014年（平成26年） | 264,309            | 1.0%         |
| 2015年（平成27年） | 272,500            | 3.1%         |
| 2016年（平成28年） | 279,218            | 2.5%         |
| 2017年（平成29年） | 284,888            | 2.0%         |
| 2018年（平成30年） | 288,196            | 1.2%         |

### 各年度1日平均上車人次（1870年代 - 1930年代）
各年度1日平均上車人次如下表。
| 年度               | 日本鐵道 / 國鐵 | 來源              |
| ------------------ | --------------- | ----------------- |
| 1872年（明治05年） | [ 備註 1 ]      |                   |
| 1878年（明治11年） | 510             | [ 東京府統計 2 ]  |
| 1879年（明治12年） | 503             | [ 東京府統計 2 ]  |
| 1880年（明治13年） | 555             | [ 東京府統計 3 ]  |
| 1881年（明治14年） | 642             | [ 東京府統計 3 ]  |
| 1882年（明治15年） | 777             | [ 東京府統計 3 ]  |
| 1883年（明治16年） | 700             | [ 東京府統計 3 ]  |
| 1884年（明治17年） | 647             | [ 東京府統計 4 ]  |
| 1885年（明治18年） | 601             | [ 東京府統計 4 ]  |
| 1886年（明治19年） | 535             | [ 東京府統計 5 ]  |
| 1888年（明治21年） | 703             | [ 東京府統計 6 ]  |
| 1889年（明治22年） | 792             | [ 東京府統計 7 ]  |
| 1890年（明治23年） | 879             | [ 東京府統計 8 ]  |
| 1891年（明治24年） | 728             | [ 東京府統計 9 ]  |
| 1892年（明治25年） | 919             | [ 東京府統計 10 ] |
| 1893年（明治26年） | 959             | [ 東京府統計 11 ] |
| 1895年（明治28年） | 1,421           | [ 東京府統計 12 ] |
| 1896年（明治29年） | 2,000           | [ 東京府統計 13 ] |
| 1897年（明治30年） | 2,493           | [ 東京府統計 14 ] |
| 1898年（明治31年） | 2,653           | [ 東京府統計 15 ] |
| 1899年（明治32年） | 3,048           | [ 東京府統計 16 ] |
| 1900年（明治33年） | 2,533           | [ 東京府統計 17 ] |
| 1901年（明治34年） | 2,814           | [ 東京府統計 18 ] |
| 1902年（明治35年） | 2,591           | [ 東京府統計 19 ] |
| 1903年（明治36年） | 2,960           | [ 東京府統計 20 ] |
| 1904年（明治37年） | 2,905           | [ 東京府統計 21 ] |
| 1905年（明治38年） | 2,606           | [ 東京府統計 22 ] |
| 1907年（明治40年） | 1,794           | [ 東京府統計 23 ] |
| 1908年（明治41年） | 1,715           | [ 東京府統計 24 ] |
| 1909年（明治42年） | 1,812           | [ 東京府統計 25 ] |
| 1911年（明治44年） | 3,024           | [ 東京府統計 26 ] |
| 1912年（大正元年） | 3,359           | [ 東京府統計 27 ] |
| 1913年（大正02年） | 3,524           | [ 東京府統計 28 ] |
| 1914年（大正03年） | 3,446           | [ 東京府統計 29 ] |
| 1915年（大正04年） | 4,208           | [ 東京府統計 30 ] |
| 1916年（大正05年） | 5,817           | [ 東京府統計 31 ] |
| 1919年（大正08年） | 9,107           | [ 東京府統計 32 ] |
| 1920年（大正09年） | 10,525          | [ 東京府統計 33 ] |
| 1922年（大正11年） | 12,890          | [ 東京府統計 34 ] |
| 1923年（大正12年） | 15,028          | [ 東京府統計 35 ] |
| 1924年（大正13年） | 15,878          | [ 東京府統計 36 ] |
| 1925年（大正14年） | 18,825          | [ 東京府統計 37 ] |
| 1926年（昭和元年） | 19,215          | [ 東京府統計 38 ] |
| 1927年（昭和02年） | 19,407          | [ 東京府統計 39 ] |
| 1928年（昭和03年） | 20,152          | [ 東京府統計 40 ] |
| 1929年（昭和04年） | 19,448          | [ 東京府統計 41 ] |
| 1930年（昭和05年） | 19,229          | [ 東京府統計 42 ] |
| 1931年（昭和06年） | 18,167          | [ 東京府統計 43 ] |
| 1932年（昭和07年） | 17,005          | [ 東京府統計 44 ] |
| 1933年（昭和08年） | 17,186          | [ 東京府統計 45 ] |
| 1934年（昭和09年） | 16,412          | [ 東京府統計 46 ] |
| 1935年（昭和10年） | 17,346          | [ 東京府統計 47 ] |

### 各年度1日平均上車人次（1953年 - 2000年）
| 年度               | 國鐵 / JR東日本 | 京濱急行電鐵 | 來源              |
| ------------------ | --------------- | ------------ | ----------------- |
| 1953年（昭和28年） | 34,671          |              | [ 東京都統計 1 ]  |
| 1954年（昭和29年） | 36,695          |              | [ 東京都統計 2 ]  |
| 1955年（昭和30年） | 38,305          |              | [ 東京都統計 3 ]  |
| 1956年（昭和31年） | 43,190          | 48,011       | [ 東京都統計 4 ]  |
| 1957年（昭和32年） | 46,824          | 53,872       | [ 東京都統計 5 ]  |
| 1958年（昭和33年） | 49,342          | 59,991       | [ 東京都統計 6 ]  |
| 1959年（昭和34年） | 54,972          | 64,437       | [ 東京都統計 7 ]  |
| 1960年（昭和35年） | 62,679          | 70,261       | [ 東京都統計 8 ]  |
| 1961年（昭和36年） | 63,111          | 79,635       | [ 東京都統計 9 ]  |
| 1962年（昭和37年） | 69,191          | 85,246       | [ 東京都統計 10 ] |
| 1963年（昭和38年） | 74,114          | 87,581       | [ 東京都統計 11 ] |
| 1964年（昭和39年） | 78,646          | 25,330       | [ 東京都統計 12 ] |
| 1965年（昭和40年） | 77,616          | 25,815       | [ 東京都統計 13 ] |
| 1966年（昭和41年） | 79,942          | 26,574       | [ 東京都統計 14 ] |
| 1967年（昭和42年） | 81,649          | 27,594       | [ 東京都統計 15 ] |
| 1968年（昭和43年） | 81,502          | 29,454       | [ 東京都統計 16 ] |
| 1969年（昭和44年） | 77,050          | 30,834       | [ 東京都統計 17 ] |
| 1970年（昭和45年） | 75,591          | 33,041       | [ 東京都統計 18 ] |
| 1971年（昭和46年） | 88,186          | 33,913       | [ 東京都統計 19 ] |
| 1972年（昭和47年） | 90,830          | 35,685       | [ 東京都統計 20 ] |
| 1973年（昭和48年） | 94,471          | 36,613       | [ 東京都統計 21 ] |
| 1974年（昭和49年） | 101,665         | 37,150       | [ 東京都統計 22 ] |
| 1975年（昭和50年） | 95,098          | 36,421       | [ 東京都統計 23 ] |
| 1976年（昭和51年） | 136,318         | 78,115       | [ 東京都統計 24 ] |
| 1977年（昭和52年） | 139,558         | 79,709       | [ 東京都統計 25 ] |
| 1978年（昭和53年） | 144,605         | 82,810       | [ 東京都統計 26 ] |
| 1979年（昭和54年） | 148,268         | 83,975       | [ 東京都統計 27 ] |
| 1980年（昭和55年） | 143,362         | 84,748       | [ 東京都統計 28 ] |
| 1981年（昭和56年） | 144,531         | 84,726       | [ 東京都統計 29 ] |
| 1982年（昭和57年） | 148,101         | 86,663       | [ 東京都統計 30 ] |
| 1983年（昭和58年） | 150,798         | 88,536       | [ 東京都統計 31 ] |
| 1984年（昭和59年） | 152,789         | 90,822       | [ 東京都統計 32 ] |
| 1985年（昭和60年） | 154,876         | 92,915       | [ 東京都統計 33 ] |
| 1986年（昭和61年） | 165,038         | 96,169       | [ 東京都統計 34 ] |
| 1987年（昭和62年） | 170,456         | 99,615       | [ 東京都統計 35 ] |
| 1988年（昭和63年） | 189,690         | 104,329      | [ 東京都統計 36 ] |
| 1989年（平成元年） | 196,438         | 106,761      | [ 東京都統計 37 ] |
| 1990年（平成02年） | 206,035         | 110,619      | [ 東京都統計 38 ] |
| 1991年（平成03年） | 213,929         | 114,590      | [ 東京都統計 39 ] |
| 1992年（平成04年） | 215,477         | 114,805      | [ 東京都統計 40 ] |
| 1993年（平成05年） | 219,071         | 115,077      | [ 東京都統計 41 ] |
| 1994年（平成06年） | 227,460         | 86,805       | [ 東京都統計 42 ] |
| 1995年（平成07年） | 233,197         | 115,478      | [ 東京都統計 43 ] |
| 1996年（平成08年） | 234,699         | 112,359      | [ 東京都統計 44 ] |
| 1997年（平成09年） | 231,668         | 109,581      | [ 東京都統計 45 ] |
| 1998年（平成10年） | 233,959         | 111,337      | [ 東京都統計 46 ] |
| 1999年（平成11年） | 247,564         | 115,678      | [ 東京都統計 47 ] |
| 2000年（平成12年） | 253,575         | 119,238      | [ 東京都統計 48 ] |

### 各年度1日平均上車人次（2001年以後）
| 年度               | JR東日本 | JR東日本 | JR東日本 | JR東海 | 京濱急行電鐵 | 來源              |
| 年度               | 定期外   | 定期     | 合計     | JR東海 | 京濱急行電鐵 | 來源              |
| ------------------ | -------- | -------- | -------- | ------ | ------------ | ----------------- |
| 2001年（平成13年） |          |          | 257,361  |        | 120,252      | [ 東京都統計 49 ] |
| 2002年（平成14年） |          |          | 264,815  |        | 121,101      | [ 東京都統計 50 ] |
| 2003年（平成15年） |          |          | 283,705  | 8,394  | 121,473      | [ 東京都統計 51 ] |
| 2004年（平成16年） |          |          | 295,949  |        | 122,578      | [ 東京都統計 52 ] |
| 2005年（平成17年） |          |          | 302,862  | 21,871 | 121,910      | [ 東京都統計 53 ] |
| 2006年（平成18年） |          |          | 308,681  | 23,800 | 123,112      | [ 東京都統計 54 ] |
| 2007年（平成19年） |          |          | 324,253  |        | 125,822      | [ 東京都統計 55 ] |
| 2008年（平成20年） |          |          | 328,439  |        | 126,233      | [ 東京都統計 56 ] |
| 2009年（平成21年） |          |          | 321,739  |        | 124,142      | [ 東京都統計 57 ] |
| 2010年（平成22年） |          |          | 321,711  | 29,000 | 124,112      | [ 東京都統計 58 ] |
| 2011年（平成23年） |          |          | 323,893  | 30,000 | 123,473      | [ 東京都統計 59 ] |
| 2012年（平成24年） | 138,788  | 190,890  | 329,679  | 31,000 | 126,266      | [ 東京都統計 60 ] |
| 2013年（平成25年） | 142,078  | 193,582  | 335,661  | 33,000 | 130,221      | [ 東京都統計 61 ] |
| 2014年（平成26年） | 146,777  | 195,680  | 342,458  | 33,000 | 131,550      | [ 東京都統計 62 ] |
| 2015年（平成27年） | 154,681  | 206,785  | 361,466  | 34,000 | 135,148      | [ 東京都統計 63 ] |
| 2016年（平成28年） | 159,278  | 212,508  | 371,787  | 35,000 | 138,507      | [ 東京都統計 64 ] |
| 2017年（平成29年） | 161,810  | 216,755  | 378,566  | 36,000 | 141,249      | [ 東京都統計 65 ] |
| 2018年（平成30年） | 163,942  | 219,499  | 383,442  |        | 142,907      | [ 東京都統計 66 ] |
| 2019年（令和元年） | 157,065  | 220,272  | 377,337  |        |              |                   |

- JR貨物

各年度貨物噸數如下表。2006年度以後無資料。無貨櫃貨物。
| 年度               | 總數     | 總數     | 車運貨物 | 車運貨物 | 貨櫃貨物 | 貨櫃貨物 |
| 年度               | 發出噸數 | 抵達噸數 | 發出噸數 | 抵達噸數 | 發出噸數 | 抵達噸數 |
| ------------------ | -------- | -------- | -------- | -------- | -------- | -------- |
| 1990年（平成02年） | 1,684    | 198,162  | 1,684    | 198,162  |          |          |
| 1991年（平成03年） | 5,211    | 187,078  | 5,211    | 187,078  |          |          |
| 1992年（平成04年） | 2,802    | 148,886  | 2,802    | 148,886  |          |          |
| 1993年（平成05年） | 1,937    | 138,975  | 1,937    | 138,975  |          |          |
| 1994年（平成06年） | 1,151    | 66,681   | 1,151    | 66,681   |          |          |
| 1995年（平成07年） |          |          |          |          |          |          |
| 1996年（平成08年） |          | 1,200    |          | 1,200    |          |          |
| 1997年（平成09年） |          | 800      |          | 800      |          |          |
| 1998年（平成10年） |          | 1,600    |          | 1,600    |          |          |
| 1999年（平成11年） |          | 800      |          | 800      |          |          |
| 2000年（平成12年） |          | 2,000    |          | 2,000    |          |          |
| 2001年（平成13年） |          | 2,800    |          | 2,800    |          |          |
| 2002年（平成14年） |          | 3,200    |          | 3,200    |          |          |
| 2003年（平成15年） |          | 800      |          | 800      |          |          |
| 2004年（平成16年） |          | 4,000    |          | 4,000    |          |          |
| 2005年（平成17年） |          | 1,200    |          | 1,200    |          |          |
| 2006年（平成18年） |          |          |          |          |          |          |

備註
1. ↑  1872年6月12日開業。

## 車站周邊

### 西側（高輪口）

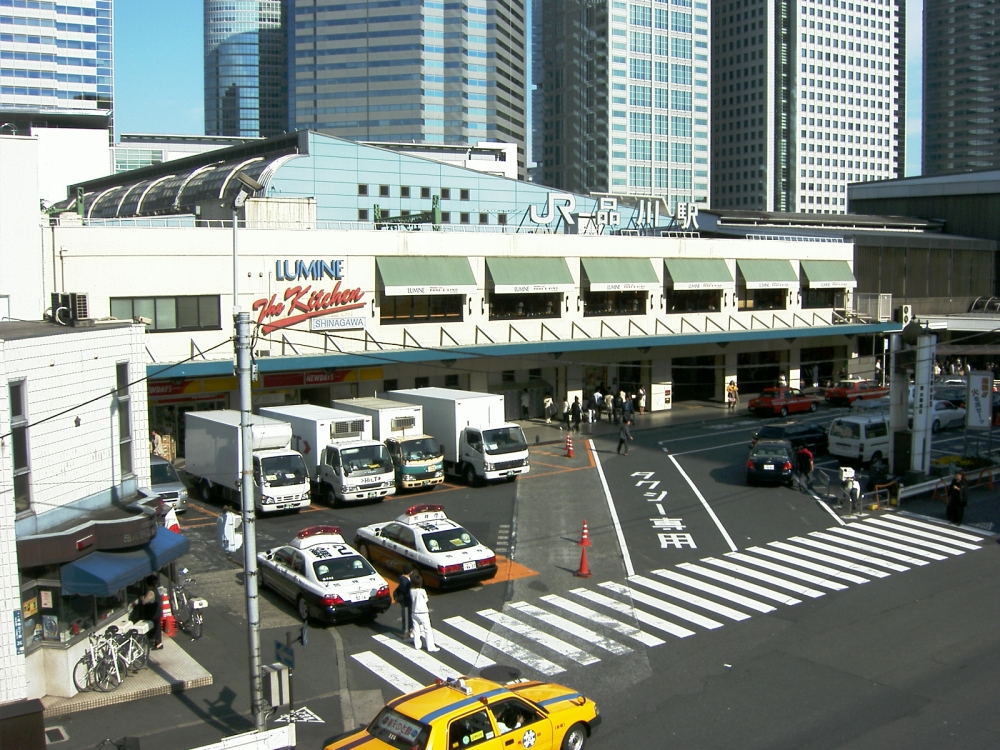
品川站高輪口

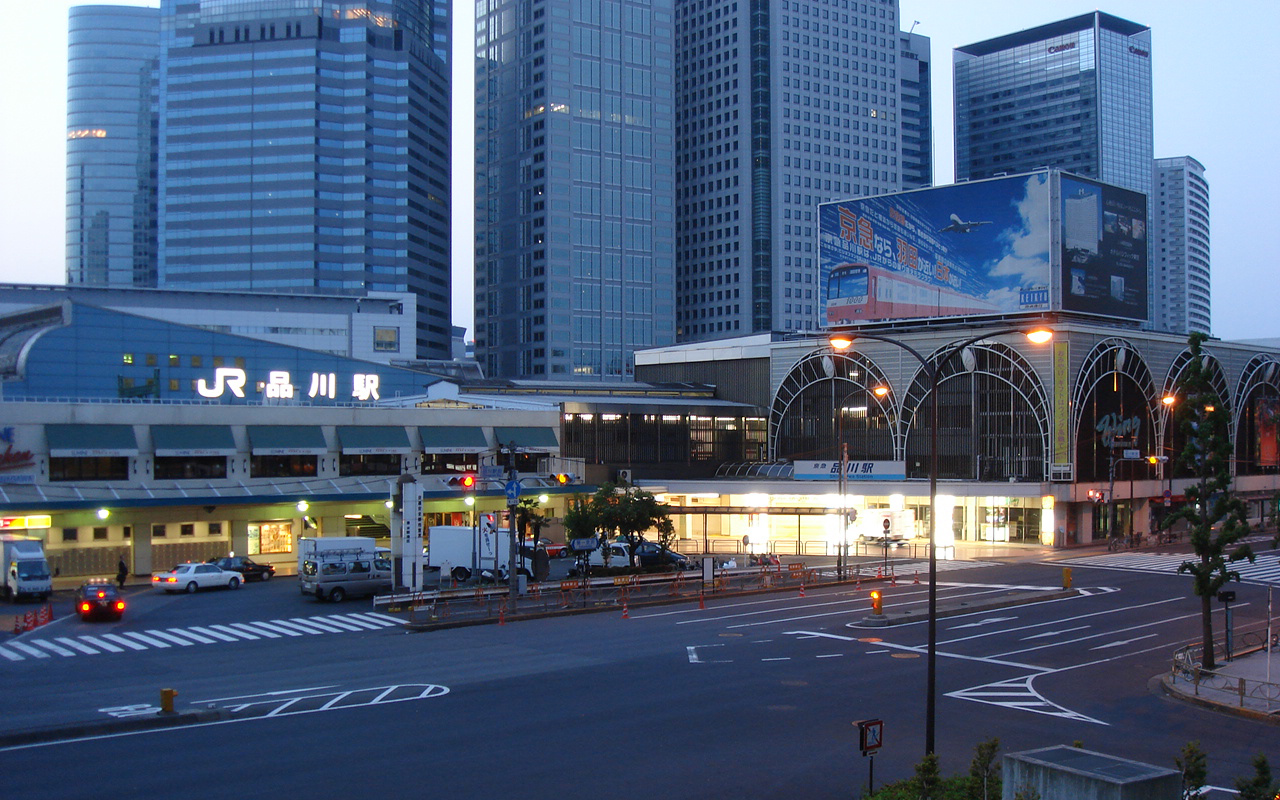
早晨的品川站高輪口

沒有車站大樓，但有京急集團的複合商業設施「Wing高輪EAST」（ウィング高輪EAST）。鄰近長距離巴士始發站品川巴士總站。第一京濱沿線是辦公商區，後方是高輪、御殿山等住宅區。
車站周邊有許多大型飯店。
- 麵達七人眾 品達拉麵（日语：麺達七人衆 品達ラーメン）
- 品達丼五人眾（日语：品達どんぶり五人衆）
- Wing高輪EAST・WEST（日语：京急ショッピングセンター）
- SHINAGAWA GOOS（日语：SHINAGAWA GOOS）
- 品川巴士總站（日语：品川バスターミナル）
- 東橫INN品川站高輪口
- 高輪東武飯店（日语：東武ホテルチェーン）
- 高輪皇家王子大飯店櫻花塔東京（日语：ザ・プリンス）
- 高輪格蘭王子大飯店（日语：グランドプリンスホテル高輪）
- 新高輪格蘭王子大飯店（日语：グランドプリンスホテル新高輪）
- 品川王子大飯店
- Aqua Park品川（日语：アクアパーク品川）
- 國道15號
- 品川稅務署
- 品川站前郵便局
- 俄羅斯駐日通商代表部（日语：駐日ロシア連邦通商代表部）
- 冰島駐日大使館（日语：駐日アイスランド大使館）

### 東側（港南口）

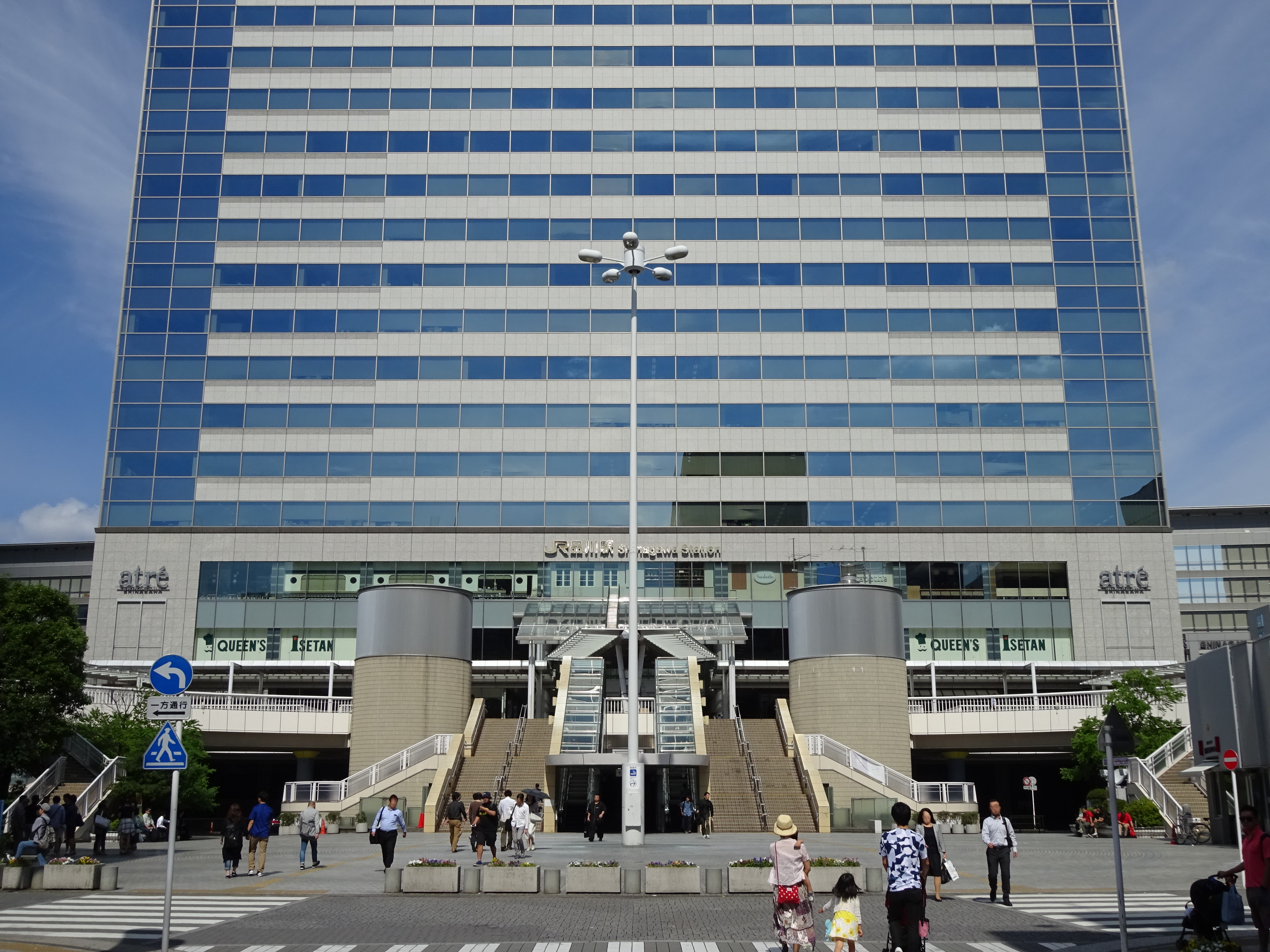
品川站港南口

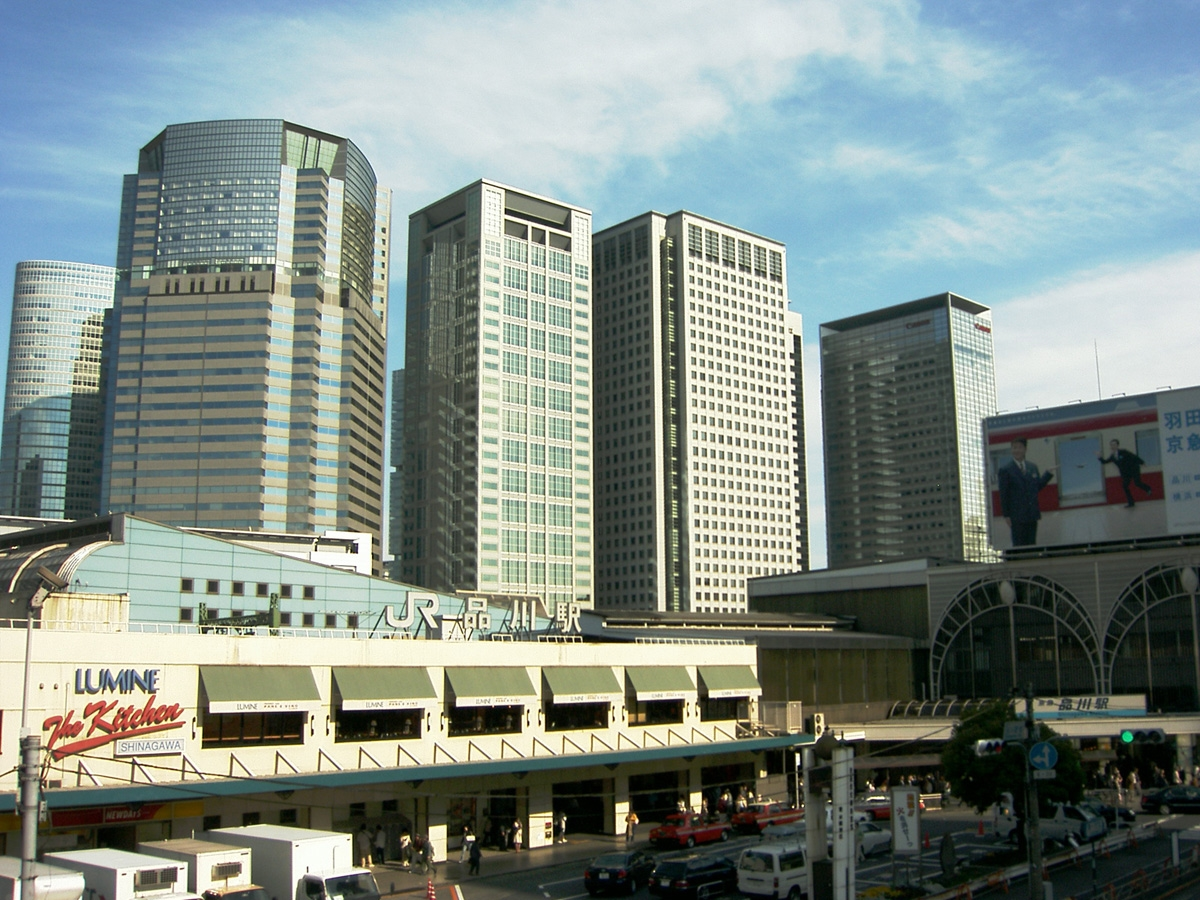
從品川站西口側望向東口摩天大樓群

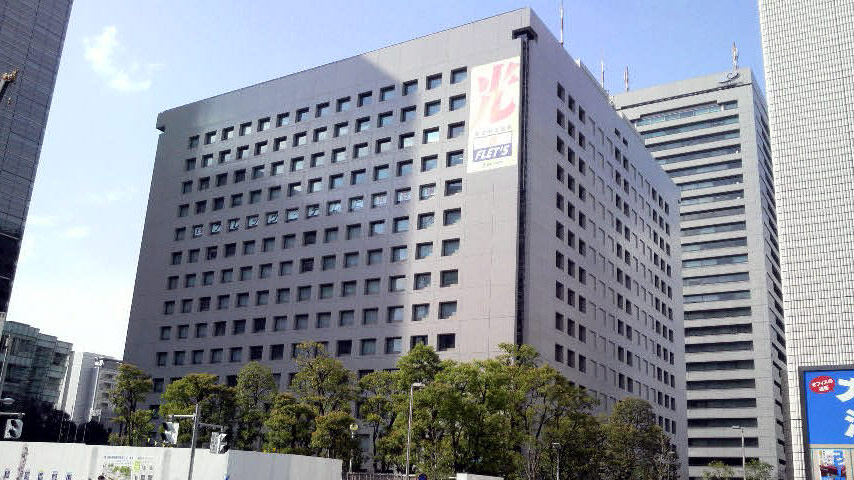
品川TWINS（後方是別館）

過去是工廠與倉庫遍布的地帶，從車站需經由地下通道通至本地。當時車站周邊僅有時尚服飾品牌JUN本社、東洋水產本社、KOKUYO東京辦公室、中日新聞東京本社（東京新聞、東京中日體育新聞編輯、發行所，2006年遷移）等，之前更是荒涼的空地。
平成之後，貨物總站與新幹線車輛基地（舊東京第一車輛所，1992年遷移）舊址再開發，1994年品川Intercity、2001年 - 2002年超高層大樓開始興建，2004年3月包含公寓塔先驅品川V Tower在內的品川Grand Commons開幕，之後公寓塔如雨後春筍般的興建，被戲稱為「灣岸戰爭」。2000年代後半，此地形成都內重要的辦公商區與購物區。接著新幹線車站開業，提升往中京圈、近畿圈的交通便利性，吸引許多企業總部進駐。
早晨尖峰時刻，車站通道與步道由於有大量往港南口方向的上班族，建議往港南口的使用者使用連絡通道中央部，從港南口往JR線、京急線的使用者使用通道兩端。
另外，經東京灣跨海公路的高速巴士中，品川站 - 袖浦巴士總站 - 木更津站東口線、品川站 - 袖浦巴士總站 - 袖浦站 - 長浦站北口線停靠此地，是往木更津市與袖浦市等房總半島西部的玄關口。
- JR東海品川大廈 - JR東海東京本社所在地。
- JR品川東大廈 - atre品川與ZENSHO（日语：ゼンショー）、Daicel（日语：ダイセル）東京本社所在地
- 品川Grand Commons（日语：品川グランドコモンズ）
  - 品川東方第一大廈（日语：品川イーストワンタワー） - 大東建託（日语：大東建託）本社、東京詩穎洲際酒店（日语：ストリングスホテル東京インターコンチネンタル）
  - 太陽生命品川大廈 - 太陽生命保險（日语：太陽生命保険）本社、 山善（日语：山善）東京本社等。
  - 品川Grand Central Tower（日语：品川グランドセントラルタワー） - 日本微軟、NTT Software（日语：NTTソフトウェア）本社等
  - 三菱重工大廈 - 三菱重工業本社
  - 佳能S大廈 - Canon Marketing Japan（日语：キヤノンマーケティングジャパン）本社
  - 京王品川大廈 - 電通國際情報服務（日语：電通国際情報サービス）本社等
- 品川FRONT大廈（日语：品川フロントビル） - 豐田通商東京本社
- 品川Intercity（日语：品川インターシティ）（A棟、B棟、C棟）
  - 大林組本社
  - 富士通個人系統（日语：富士通パーソナルズ）本社
  - 尼康本社、尼康博物館（日语：ニコンミュージアム）（企業博物館）
  - 品川Intercity郵便局
- AREA品川 - NTT DATA（日语：NTTデータ）
- NTT品川TWINS NTT品川TWINS ANNEX - NTT東日本（日语：NTT東日本）、NTT DATA、NTT COMWARE（日语：NTTコムウェア）本社
- Sony City（日语：ソニーシティ） - 索尼本社
- 品川TS大廈 - 東洋水產本社
- 三菱UFJ信託銀行港南大廈 - 三菱UFJ信託系統（日语：三菱UFJトラストシステム）本社等。
- NTT DOCOMO品川大廈（日语：NTTドコモ品川ビル）
- 港港南郵便局
- 东京都下水道局港南水再生中心
- 東京都中央批發市場食肉市場
- 東京海洋大學海洋科學部
- 東京都交通局品川自動車營業所
- 東京都交通局品川營業所港南支所（日语：都営バス港南支所）

## 巴士路線
- 一般路線巴士由都營巴士、東急巴士、FUJIEXPRESS（日语：フジエクスプレス）運行，高速路線巴士由京濱急行巴士、東京空港交通、富士急行集團運行。東口的港南口至JR東海道新幹線沿線有往品川區大井埠頭方向的企業接駁專用巴士（World自興、中日臨海巴士（日语：中日臨海バス）等）。

### 西側（高輪口）

#### 品川站前、品川站高輪口
- 1號乘車站
  - [ 反96 ] 往五反田站 （都營）
- 2號乘車站
  - [ 品93 ] 經都立八潮高校（日语：東京都立八潮高等学校）往大井競馬場（都營） ※平日早晨行駛第一京濱國道
  - [ 深夜07 ] 經都立八潮高校往八潮公園城（八潮パークタウン）循環（都營） ※平日深夜巴士
- 3號乘車站
  - [ 品93 ] 經明治學院（日语：学校法人明治学院）往目黑站（都營）
- 5號乘車站
  - [ 反96 ] 經麻布十番站往六本木之丘（都營）
- 6號乘車站
  - [ 反96、反96出入 ] 往品川車庫（都營）
  - [ 品94 ] 經大井町站、大森站、池上站前往蒲田站 （東急）
  - [ 深夜急行巴士 ] 經大船站、鎌倉站往逗子站 （湘南京急） ※平日深夜巴士
  - [ 深夜急行巴士 ] 經上大岡站往金澤文庫站（橫濱京急） ※平日深夜巴士
- 7號乘車站
  - [ 品97 ] 經天現寺橋、西麻布、信濃町站往新宿站西口（都營）

#### 品川站西口
- [chiibus高輪線] 三田站前方向／往品川站東口（FUJIEXPRESS）

#### 品川王子大飯店、高輪格蘭王子大飯店等
- ［利木津巴士］ 往成田機場（東京空港交通）
- ［高速巴士］ 往苗場王子大飯店（日语：苗場プリンスホテル）（僅冬季運行）（西武觀光巴士（日语：西武観光バス））※僅品川王子大飯店
- ［高速巴士］ 往輕井澤王子大飯店（日语：軽井沢プリンスホテル）、輕井澤站（冬季行駛至輕井澤王子大飯店滑雪場）（京濱急行巴士、西武高原巴士（日语：西武高原バス））※僅品川王子大飯店
- ［高速巴士］ 往箱根湯本站、箱根蘆之湖王子大飯店（西武觀光巴士）※僅品川王子大飯店

#### SHINAGAWA GOOS
- [利木津巴士]　往羽田機場（羽田京急巴士）※僅早晨班次
- [高速巴士]　往大多喜（京濱急行巴士、小湊鐵道）

#### 品川巴士總站
- ［夜行高速巴士］（京急，括弧內是共同運行公司）
  - 弘前（日语：弘前バスターミナル）、五所川原（弘南巴士（日语：弘南バス） ）
  - 盛岡南、宮古、山田（岩手縣北自動車（日语：岩手県北自動車））
  - 仙台（JR巴士東北單獨運行）
  - 四日市、伊賀上野、名張（三重交通單獨運行）
  - 福知山、綾部、舞鶴（京都交通）
  - 津山、岡山、倉敷（兩備HD單獨運行）
  - 鳥取、倉吉（日本交通（日语：日本交通 (鳥取県)）、日之丸自動車（日语：日ノ丸自動車））
  - 米子（日本交通、日之丸自動車）
  - 德島站、阿南、吉野川市（鴨島、川島）（德島巴士（日语：徳島バス））
  - 濱松站（遠州鐵道單獨運行）

### 東側（港南口）

#### 品川站港南口、品川站東口
- 1號乘車站
  - [ 品98甲 ] 經中央大廈（セントラルビル）往大田市場（日语：大田市場）（都營） ※平日9點後，假日止於大田市場北門
  - [ 品98乙 ] 經中央大廈往大井碼頭Vanpool前 （都營） ※平日早晨與周六1班
- 2號乘車站
  - [ 品98甲 ] 經中央大廈往大田市場 （都營） ※平日9點前，假日止於大田市場北門
  - [ 品98丙 ] 大田市場（急行） （都營） ※市場開市日早晨1班
- 3號乘車站
  - [ 品91 ] 經[品川海濱站]]往八潮公園城（八潮パークタウン）循環（部分不經品川海濱站）（都營）
- 4號乘車站
  - [ 品96甲 ] 天王洲島循環（都營） ※平日
- 5號乘車站
  - [ 品96乙 ] 經天王洲島往臨海線天王洲島站 （都營）
- 6號乘車站
  - [ 田92 ] 經高濱橋往田町站東口（都營）
  - [ 浜95 ] 經高濱橋、田町站東口前、濱松町站往東京鐵塔（都營）
- 7號乘車站
  - [ 田99 ] 經芝浦碼頭往田町站東口（都營）
  - [ 波01出入 ] 經五色橋、御台場海濱公園站往東京電訊站（都營） ※班次少
  - 往港南四丁目（都營） ※班次少
  - [ 利木津巴士 ] 往成田機場（東京空港交通） ※班次少
  - [ 深夜急行巴士「My Town Liner」]  經鐮取站（日语：鎌取駅）南口、誉田站前、土氣站、大網站入口往山田交流道入口（平和交通）
  - [ 深夜急行巴士「My Town Liner」]  經千葉寺站、蘇我站、學園前站、生實野站、千原台站、八幡宿站往五井站（平和交通）
  - [ 定期觀光巴士］ 哈多巴士
- 8號乘車站
  - [ 品99 ] 品川碼頭循環 （都營）
  - [ 品99折返 ] 經港南四丁目往東京入國管理局前（都營）※僅平日白天
- 港南星公園前乘車站
  - [ 高速巴士 ] 經木更津金田巴士總站（日语：木更津金田バスターミナル）、袖浦巴士總站（日语：袖ケ浦バスターミナル）往木更津站東口（京急、小湊鐵道、日東交通（日语：日東交通））
  - [ 高速巴士 ] 經木更津金田巴士總站、袖浦巴士總站往袖浦站、長浦站北口（京急、小湊鐵道、日東交通）
  - [ 高速巴士 ] 往三井暢貨園區木更津（日语：三井アウトレットパーク 木更津）（京急、小湊鐵道）
  - [ 高速巴士 ] 往御殿場PREMIUM OUTLET（日语：御殿場プレミアム・アウトレット）（京急）
  - [ 利木津巴士（早朝便） ] 往羽田機場國際線航站（京急）
  - [ 高速巴士 ] 往富士急高原樂園、河口湖站、富士山站（京急、富士急山梨）
- chiibus（日语：ちぃばす）乘車站
  - [ chiibus高輪線] 三田站方向（FUJIEXPRESS）
  - [ chiibus芝浦港南chiibus] 經港南之鄉、芝浦島（日语：芝浦アイランド）、芝浦埠頭站往田町站東口（FUJIEXPRESS）
  - [ 台場彩虹巴士 ] 台場地區循環（KM觀光巴士（日语：ケイエム観光バス））

## 未來計劃

### 中央新幹線
JR東海預訂在2027年通車的中央新幹線，決定將本站作為起點。最初在社長松本正之「始發在東京站或品川站」的方針下調查往橫濱、羽田交通方式與東京站附近的地下使用狀況。在JR東日本協力下進行品川站的調査。對此，JR東海擬定將站設於品川站。
2011年6月7日，記者會正式發表品川站為中央新幹線首都圈站。
2016年1月27日，車站建設工程動工。
2017年11月25日，首次公开中央新干线品川站建设工事现场，该站位于现东海道新干线品川站正下方40米处，预估2027年完工。。

### 上野東京線
宇都宮線方向往東海道本線方向直通列車折返設備整備工程動工。
在此之前的臨時月台9、10號線轉由常磐線使用，6號線與7號線關閉進行改良工程，上野東京線通車。

### 品川車輛基地原址再開發
JR東日本於2014年6月3日公佈2020年東京奧運舉辦時在田町站與品川站之間（品川車輛基地原址）暫定開設新站。2018年12月4日，新站的名稱決定為高輪Gateway站。高輪Gateway站在2020年3月14日開業。

### 京急連續立體交差事業
泉岳寺站 - 新馬場站間計畫進行交通立體化。預訂在2017年度制定都市計畫案與環境評估程序。預計2027年度完成。京濱急行的品川站將地面化，月台為2面4線。

## 站名由來
站名取自於自古以來的當地周邊地名東海道宿場町品川宿與北側江戶灣沿岸地名品川湊。江戶時代，江戶灣內因有海上旅客交通限制，大山參詣與富士山參詣等從江戶灣搭船南下往神奈川方向的旅客須在品川宿入口北側（八山或谷山）下船走陸路通過東海道品川宿往神奈川宿方向。另外，品川宿所在的目黑川河口附近（利田神社附近是砂嘴端部）北側的江戶灣是淺灘，外洋航路的大型船無法進入，因此此地成為外洋大型船與小型船貨物交換的場所。
- 品川站所在地並不在東京都品川區，而是東京都港區。這是由於開設當時，目黑川河口付近稱作「品川湊」，加上品川站計畫時此地屬於「品川縣（日语：品川県）」。
- 本站南方的京急本線「北品川站」則是以江戶時代以來的地名東海道宿場町品川宿北品川命名。

## 相鄰車站
※東日本旅客鐵道的特急（「舞孃」「Super View舞孃」「成田特快」「常陸」「常盤」）與「湘南Liner」的停車站參見各列車記事。
東日本旅客鐵道
 東海道線
- 特急「常陸」「常盤」起訖站
- 特急「舞孃」「Saphir舞孃」「湘南」停車站（「湘南」部分班次以本站為迄點）

■快速「ACTY」、■普通
新橋（JT 02）－品川（JT 03）－川崎（JT 04）
■（常磐線）特別快速、■■（常磐線）快速
品川（JT 03）－新橋（JT 02）
 京濱東北線
■快速、■各站停車
高輪Gateway（JK 21）－品川（JK 20）－大井町（JK 19）
 山手線
高輪Gateway（JY 26）－品川（JY 25）－大崎（JY 24）
 橫須賀線
- 特急「成田特快」「湘南」停車站（「湘南」部分班次行駛橫須賀線）

■普通
新橋（JO 18）－品川（JO 17）－西大井（JO 16）
東海旅客鐵道
東海道新幹線
東京－品川－新橫濱
 京濱急行電鐵
 本線
□早晨翼號
- □「晚安翼號」始發站

■機場快特
泉岳寺（A 07） ← 品川（KK01） ← 羽田機場第3航站樓（KK16）
■快特
泉岳寺（A 07）－品川（KK01）－京急蒲田（KK11）
■特急、■機場急行
泉岳寺（A 07）－品川（KK01）－青物橫丁（KK04）
■普通
泉岳寺（A 07）－品川（KK01）－北品川（KK02）
- 泉岳寺站－品川站之間還有京成線直通列車，此處省略。

### 報道發表資料
1. ↑   (PDF). 東日本旅客鉄道.   [2020-04-23]. （原始内容存档 (PDF)于2019-07-27） （日语）.
2. ↑   (PDF) (新闻稿). 東日本旅客鉄道. 2003-10-07  [2020-05-22]. （原始内容存档 (PDF)于2020-05-22）.
3. ↑   (PDF) (新闻稿). 東日本旅客鉄道. 2005-07-06  [2020-05-21]. （原始内容存档 (PDF)于2019-06-08） （日语）.
4. ↑   (PDF) (新闻稿). アトレ. 2013-09-25  [2020-05-22]. （原始内容存档 (PDF)于2020-05-22）.
5. ↑   (PDF) (新闻稿). アトレ. 2014-06-18  [2020-05-22]. （原始内容存档 (PDF)于2020-05-22）.
6. ↑   (PDF) (新闻稿). 東日本旅客鉄道. 2014-12-19  [2020-04-22]. （原始内容存档 (PDF)于2020-03-06） （日语）.
7. ↑   (PDF) (新闻稿). 東日本旅客鉄道東京支社. 2018-03-27  [2020-04-22]. （原始内容存档 (PDF)于2019-06-05） （日语）.
8. 1 2 3   (PDF) (新闻稿). 東日本旅客鉄道東京支社. 2019-09-17  [2019-11-16]. （原始内容存档 (PDF)于2019-09-27） （日语）.
9. ↑   (PDF) (新闻稿). ルミネ. 2019-10-25  [2021-02-14]. （原始内容存档 (PDF)于2021-02-14） （日语）.
10. ↑   (PDF) (新闻稿). 東日本旅客鉄道. 2020-03-18  [2020-03-18]. （原始内容存档 (PDF)于2020-03-18）.
11. ↑   (PDF) (新闻稿). 東日本旅客鉄道. 2020-04-07  [2020-04-07]. （原始内容存档 (PDF)于2020-04-07）.
12. ↑   (PDF) (新闻稿). PASMO協議会／パスモ. 2006-12-21  [2020-07-27]. （原始内容存档 (PDF)于2020-05-01） （日语）.
13. 1 2   (新闻稿). 京浜急行電鉄. 2008-11-14  [2020-06-23]. （原始内容存档于2008-12-01） （日语）.
14. ↑   (新闻稿). 京浜急行電鉄. 2010-05-07  [2020-07-16]. （原始内容存档于2014-03-07） （日语）.
15. ↑   (新闻稿). 東京都建設局. 2020-04-01  [2020-04-01]. （原始内容存档于2020-04-01） （日语）.
16. 1 2   (PDF) (新闻稿). 東日本旅客鉄道. 2014-06-03  [2019-02-27]. （原始内容存档 (PDF)于2014-06-04） （日语）.
17. 1 2   (PDF) (新闻稿). 東日本旅客鉄道: 5. 2019-12-13  [2020-07-27]. （原始内容存档 (PDF)于2019-12-13） （日语）.
18. ↑   (PDF) (新闻稿). 東日本旅客鉄道東京支社. 2019-02-26  [2019-02-27]. （原始内容存档 (PDF)于2019-02-27） （日语）.
19. ↑  【社長会見】東海道新幹線 新型自動改札機への取替について （页面存档备份，存于） - 東海旅客鉄道ニュースリリース 2013年7月10日
20. ↑  品川駅線路切換工事に伴う列車の運休等について （页面存档备份，存于） - 東海旅客鉄道、2013年9月17日、2013年9月18日閲覧。
21. ↑  東海道線品川駅線路切換工事に伴う列車の運休について （页面存档备份，存于） - 東日本旅客鉄道、2016年9月13日。
22. ↑  品川駅線路切換工事に伴う列車の運休についてPDF - 東日本旅客鉄道、2018年6月17日。
23. ↑  「ニコニコ超会議2」に京急電鉄が出店！[]PDF - 京急電鉄プレスリリース、2013年4月22日。
24. ↑  2 品川駅周辺の開発事業の推進 （页面存档备份，存于） - 京急電鉄オフィシャルサイト
25. ↑  JR東日本プレスリリース「2010年度設備投資計画について」PDFより
26. ↑   (PDF) (新闻稿). 東日本旅客鉄道. 2018-12-04  [2020-07-27]. （原始内容存档 (PDF)于2019-01-01）.

### 新聞記事
1. ↑  【ニュース あなた発】品川着 内回りの終電「あと1杯…」30分繰り上げ／山手線 世紀の大改正／16日から大崎止まりに （页面存档备份，存于）『東京新聞』夕刊2019年3月9日（1面）2019年8月14日閲覧。

### 利用狀況來源
JR、私鐵1日平均使用人數
1. ↑  各駅の乗車人員 （页面存档备份，存于） - JR東日本
2. ↑  ファクトシート （页面存档备份，存于） - 東海旅客鉄道
3. ↑  駅別1日平均乗降人員PDF - 京急電鉄

JR東日本1999年度以後的上車人次
1. ↑  各駅の乗車人員（1999年度） （页面存档备份，存于） - JR東日本
2. ↑  各駅の乗車人員（2000年度） （页面存档备份，存于） - JR東日本
3. ↑  各駅の乗車人員（2001年度） （页面存档备份，存于） - JR東日本
4. ↑  各駅の乗車人員（2002年度） （页面存档备份，存于） - JR東日本
5. ↑  各駅の乗車人員（2003年度） （页面存档备份，存于） - JR東日本
6. ↑  各駅の乗車人員（2004年度） （页面存档备份，存于） - JR東日本
7. ↑  各駅の乗車人員（2005年度） （页面存档备份，存于） - JR東日本
8. ↑  各駅の乗車人員（2006年度） （页面存档备份，存于） - JR東日本
9. ↑  各駅の乗車人員（2007年度） （页面存档备份，存于） - JR東日本
10. ↑  各駅の乗車人員（2008年度） （页面存档备份，存于） - JR東日本
11. ↑  各駅の乗車人員（2009年度） （页面存档备份，存于） - JR東日本
12. ↑  各駅の乗車人員（2010年度） （页面存档备份，存于） - JR東日本
13. ↑  各駅の乗車人員（2011年度） （页面存档备份，存于） - JR東日本
14. 1 2 3  各駅の乗車人員（2012年度） （页面存档备份，存于） - JR東日本
15. 1 2 3  各駅の乗車人員（2013年度） （页面存档备份，存于） - JR東日本
16. 1 2 3  各駅の乗車人員（2014年度） （页面存档备份，存于） - JR東日本
17. 1 2 3  各駅の乗車人員（2015年度） （页面存档备份，存于） - JR東日本
18. 1 2 3  各駅の乗車人員（2016年度） （页面存档备份，存于） - JR東日本
19. 1 2 3  各駅の乗車人員（2017年度） （页面存档备份，存于） - JR東日本
20. 1 2 3  各駅の乗車人員（2018年度） （页面存档备份，存于） - JR東日本
21. 1 2 3  各駅の乗車人員（2019年度） （页面存档备份，存于） - JR東日本

JR東海上車人次
1. ↑  「都市交通年報 平成17年版」（財団法人 運輸政策研究機構）より、「各駅旅客発着通過状況（中京交通圏）」に記載された数値について、定期外と定期を加算し、365日で除して算出。
2. ↑  「都市交通年報 平成19年版」（財団法人 運輸政策研究機構）より、「各駅旅客発着通過状況（中京交通圏）」に記載された数値について、定期外と定期を加算し、365日で除して算出。
3. ↑  「都市交通年報 平成20年版」（財団法人 運輸政策研究機構）より、「各駅旅客発着通過状況（中京交通圏）」に記載された数値について、定期外と定期を加算し、365日で除して算出。

JR、私鐵統計資料
1. ↑  各種報告書 （页面存档备份，存于） - 関東交通広告協議会
2. ↑  行政資料集 （页面存档备份，存于） - 港区

東京府統計書
1. ↑  東京府統計書 - 国立国会図書館（デジタル化資料）
2. 1 2  .   [2020-07-27]. （原始内容存档于2021-01-01）.
3. 1 2 3 4  .   [2020-07-27]. （原始内容存档于2020-11-03）.
4. 1 2  .   [2020-07-27]. （原始内容存档于2020-11-03）.
5. ↑  .   [2020-07-27]. （原始内容存档于2020-11-03）.
6. ↑  .   [2020-07-27]. （原始内容存档于2020-11-03）.
7. ↑  .   [2020-07-27]. （原始内容存档于2021-01-01）.
8. ↑  .   [2020-07-27]. （原始内容存档于2020-11-03）.
9. ↑  .   [2020-07-27]. （原始内容存档于2021-01-01）.
10. ↑  .   [2020-07-27]. （原始内容存档于2020-11-03）.
11. ↑  .   [2020-07-27]. （原始内容存档于2021-01-01）.
12. ↑  .   [2020-07-27]. （原始内容存档于2020-11-03）.
13. ↑  .   [2020-07-27]. （原始内容存档于2020-08-20）.
14. ↑  .   [2020-07-27]. （原始内容存档于2020-08-20）.
15. ↑  .   [2020-07-27]. （原始内容存档于2020-08-20）.
16. ↑  .   [2020-07-27]. （原始内容存档于2020-08-20）.
17. ↑  .   [2020-07-27]. （原始内容存档于2020-08-20）.
18. ↑  .   [2020-07-27]. （原始内容存档于2020-08-20）.
19. ↑  .   [2020-07-27]. （原始内容存档于2020-08-20）.
20. ↑  .   [2020-07-27]. （原始内容存档于2020-08-20）.
21. ↑  .   [2020-07-27]. （原始内容存档于2020-08-20）.
22. ↑  .   [2020-07-27]. （原始内容存档于2020-08-20）.
23. ↑  .   [2020-07-27]. （原始内容存档于2020-08-20）.
24. ↑  .   [2020-07-27]. （原始内容存档于2020-08-20）.
25. ↑  .   [2020-07-27]. （原始内容存档于2020-07-29）.
26. ↑  .   [2020-07-27]. （原始内容存档于2020-07-29）.
27. ↑  .   [2020-07-27]. （原始内容存档于2021-01-01）.
28. ↑  .   [2020-07-27]. （原始内容存档于2021-01-01）.
29. ↑  .   [2020-07-27]. （原始内容存档于2020-07-29）.
30. ↑  .   [2020-07-27]. （原始内容存档于2021-01-01）.
31. ↑  .   [2020-07-27]. （原始内容存档于2020-07-29）.
32. ↑  .   [2020-07-27]. （原始内容存档于2021-01-01）.
33. ↑  .   [2020-07-27]. （原始内容存档于2021-01-01）.
34. ↑  .   [2020-07-27]. （原始内容存档于2020-07-29）.
35. ↑  .   [2020-07-27]. （原始内容存档于2020-07-29）.
36. ↑  .   [2020-07-27]. （原始内容存档于2020-07-29）.
37. ↑  .   [2020-07-27]. （原始内容存档于2020-07-29）.
38. ↑  .   [2020-07-27]. （原始内容存档于2020-07-29）.
39. ↑  .   [2020-07-27]. （原始内容存档于2020-07-29）.
40. ↑  .   [2020-07-27]. （原始内容存档于2020-07-29）.
41. ↑  .   [2020-07-27]. （原始内容存档于2020-07-29）.
42. ↑  .   [2020-07-27]. （原始内容存档于2020-07-29）.
43. ↑  .   [2020-07-27]. （原始内容存档于2020-07-29）.
44. ↑  .   [2020-07-27]. （原始内容存档于2020-07-29）.
45. ↑  .   [2020-07-27]. （原始内容存档于2020-07-29）.
46. ↑  .   [2020-07-27]. （原始内容存档于2020-07-29）.
47. ↑  .   [2020-07-27]. （原始内容存档于2020-07-29）.

東京都統計年鑑
1. ↑  昭和28年PDF - 13ページ
2. ↑  昭和29年PDF - 10ページ
3. ↑  昭和30年PDF - 10ページ
4. ↑  昭和31年PDF
5. ↑  昭和32年PDF
6. ↑  昭和33年PDF
7. ↑  .   [2017-02-28]. （原始内容存档于2016-03-05）.
8. ↑  .   [2017-02-28]. （原始内容存档于2016-03-05）.
9. ↑  .   [2017-02-28]. （原始内容存档于2015-06-29）.
10. ↑  .   [2017-02-28]. （原始内容存档于2015-06-29）.
11. ↑  .   [2017-02-28]. （原始内容存档于2015-06-29）.
12. ↑  .   [2017-02-28]. （原始内容存档于2015-06-29）.
13. ↑  .   [2017-02-28]. （原始内容存档于2016-03-05）.
14. ↑  .   [2017-02-28]. （原始内容存档于2016-03-05）.
15. ↑  .   [2017-02-28]. （原始内容存档于2016-03-05）.
16. ↑  .   [2017-02-28]. （原始内容存档于2016-03-05）.
17. ↑  .   [2017-02-28]. （原始内容存档于2016-03-05）.
18. ↑  .   [2017-02-28]. （原始内容存档于2016-03-05）.
19. ↑  .   [2017-02-28]. （原始内容存档于2015-06-29）.
20. ↑  .   [2017-02-28]. （原始内容存档于2015-06-29）.
21. ↑  .   [2017-02-28]. （原始内容存档于2015-06-29）.
22. ↑  .   [2017-02-28]. （原始内容存档于2016-03-05）.
23. ↑  .   [2017-02-28]. （原始内容存档于2016-06-02）.
24. ↑  .   [2017-02-28]. （原始内容存档于2015-06-29）.
25. ↑  .   [2017-02-28]. （原始内容存档于2016-03-05）.
26. ↑  .   [2017-02-28]. （原始内容存档于2015-06-29）.
27. ↑  .   [2017-02-28]. （原始内容存档于2016-03-05）.
28. ↑  .   [2017-02-28]. （原始内容存档于2016-03-05）.
29. ↑  .   [2017-02-28]. （原始内容存档于2016-03-05）.
30. ↑  .   [2017-02-28]. （原始内容存档于2015-06-29）.
31. ↑  .   [2017-02-28]. （原始内容存档于2015-06-29）.
32. ↑  .   [2017-02-28]. （原始内容存档于2015-06-29）.
33. ↑  .   [2017-02-28]. （原始内容存档于2016-03-05）.
34. ↑  .   [2017-02-28]. （原始内容存档于2016-03-05）.
35. ↑  .   [2017-02-28]. （原始内容存档于2015-06-29）.
36. ↑  .   [2017-02-28]. （原始内容存档于2016-03-05）.
37. ↑  .   [2017-02-28]. （原始内容存档于2016-03-05）.
38. ↑  .   [2017-02-28]. （原始内容存档于2016-03-05）.
39. ↑  .   [2017-02-28]. （原始内容存档于2016-03-05）.
40. ↑  平成4年
41. ↑  平成5年
42. ↑  平成6年
43. ↑  平成7年
44. ↑  平成8年
45. ↑  .   [2017-02-28]. （原始内容存档于2016-03-04）.
46. ↑  平成10年PDF
47. ↑  平成11年PDF
48. ↑  .   [2017-02-28]. （原始内容存档于2016-03-04）.
49. ↑  .   [2017-02-28]. （原始内容存档于2016-03-04）.
50. ↑  .   [2017-02-28]. （原始内容存档于2017-07-29）.
51. ↑  .   [2017-02-28]. （原始内容存档于2017-07-29）.
52. ↑  .   [2017-02-28]. （原始内容存档于2017-07-29）.
53. ↑  .   [2017-02-28]. （原始内容存档于2017-07-29）.
54. ↑  .   [2017-02-28]. （原始内容存档于2017-07-29）.
55. ↑  .   [2017-02-28]. （原始内容存档于2017-07-29）.
56. ↑  .   [2017-02-28]. （原始内容存档于2017-07-29）.
57. ↑  .   [2017-02-28]. （原始内容存档于2016-03-26）.
58. ↑  .   [2017-02-28]. （原始内容存档于2016-03-27）.
59. ↑  .   [2017-02-28]. （原始内容存档于2016-03-25）.
60. ↑  .   [2017-02-28]. （原始内容存档于2016-03-27）.
61. ↑  .   [2017-02-28]. （原始内容存档于2016-03-22）.
62. ↑  .   [2017-02-28]. （原始内容存档于2017-07-30）.
63. ↑  .   [2017-07-20]. （原始内容存档于2018-11-09）.
64. ↑  .   [2018-09-25]. （原始内容存档于2019-05-02）.
65. ↑  .   [2020-07-27]. （原始内容存档于2019-12-03）.
66. ↑  .   [2020-07-27]. （原始内容存档于2020-08-04）.

## 相關項目
- 日本鐵路車站列表
- 大井車輛基地（東海道新幹線）
- 品川 (東京都)

## 外部連結
- 車站資訊（品川）：東日本旅客鐵道
- 品川 - 東海旅客鐵道
- 品川站（各站資訊） - 京濱急行電鐵
- 東急巴士（页面存档备份，存于）（日語）
- 京濱急行巴士（页面存档备份，存于）（日語）
- 東京空港交通（页面存档备份，存于）（日語）